# Список послов и постоянных представителей Украины
В статье представлен список чрезвычайных и полномочных послов Украины в иностранных государствах и постоянных представителей Украины при международных организациях (с 1991). После даты назначения или освобождения от должности стоит номер соответствующего указа президента Украины.
На момент распада СССР Украинская ССР имела 4 постоянных представительства при международных организациях: при ООН, при Отделении ООН и других международных организациях в Женеве, при международных организациях в Вене, при Организации Объединённых Наций по вопросам образования, науки и культуры (ЮНЕСКО), а также представителя при Дунайской комиссии.
В списке после краткого названия государства указывается его полное официальное название (или названия в хронологическом порядке).

## Европа

### Австрия
Австрийская Республика — Республика Австрия
- Костенко, Юрий Васильевич (6 марта 1992 г., № 141 — 28 декабря 1994 г., № 815/94)
- Макаревич, Николай Петрович (20 декабря 1994 г., № 781/94 — 23 июля 1999 г., № 924/99)
- Огрызко, Владимир Станиславович (31 июля 1999 г., № 929/99 — 30 июня 2004 г., № 723/2004)
- Ельченко, Владимир Юрьевич (20 апреля 2005 г., № 699/2005 — 28 декабря 2006 г., № 1151/2006)
- Чернобрывко, Евгений Николаевич (2 июля 2008 г., № 611/2008 — 12 мая 2010 г., № 612/2010)
- Березный, Андрей Викторович (31 мая 2010 г., № 652/2010 — 5 марта 2014 г., № 250/2014)
- Щерба, Александр Васильевич (17 ноября 2014 г., № 884/2014 — 28 апреля 2021 г., № 176/2021)
- Химинец, Василий Васильевич (с 30 июля 2021 г., № 337/2021)

### Албания
Республика Албания (до 2010 г. послами по совместительству назначались послы в Греции)
- Сергеев, Юрий Анатольевич (20 августа 1999 г., № 1026/99 — 15 декабря 2000 г., № 1341/2000)
- Кальник, Виктор Мартынович (11 января 2002 г., № 15/2002 — 29 июня 2005 г., № 1000/2005)
- Цыбух, Валерий Иванович (7 марта 2006 г., № 204/2006 — 12 мая 2010 г., № 607/2010)
- Побережный, Владимир Ионович (28 декабря 2012 г., № 762/2012 — 18 июля 2015 г., № 437/2015)
- Шкуров, Владимир Анатольевич (с 13 апреля 2020 г., № 136/2020)

### Андорра
Княжество Андорра (послами по совместительству назначаются послы в Испании)
- Тараненко, Александр Сергеевич (17 ноября 1998 г., № 1255/98 — 12 января 2004 г., № 29/2004)
- Щерба, Анатолий Анатольевич (22 ноября 2006 г., № 991/2006 — 23 февраля 2012 г., № 143/2012)
- Погорельцев, Сергей Алексеевич (18 ноября 2013 г., № 642/2013 — 19 октября 2015 г., № 589/2015; с 11 августа 2021 г., № 354/2021)

### Беларусь
Республика Беларусь
- Желиба, Владимир Иванович (4 марта 1992 г., № 123 — 3 января 1998 г., № 1/98)
- Дронь, Анатолий Андреевич (3 января 1998 г., № 2/98 — 18 июня 2003 г., № 539/2003)
- Шаповал, Пётр Дмитриевич (18 августа 2003 г., № 862/2003 — 18 августа 2005 г., № 1179/2005)
- Наливайченко, Валентин Александрович (30 декабря 2005 г., № 1877/2005 — 29 мая 2006 г., № 456/2006)
- Лиховой, Игорь Дмитриевич (6 февраля 2007 г., № 80/2007 — 24 февраля 2010 г., № 250/2010)
- Бессмертный, Роман Петрович (24 февраля 2010 г., № 251/2010 — 3 июня 2011 г., № 640/2011)
- Тихонов, Виктор Николаевич (22 августа 2011 г., № 833/2011 — 26 ноября 2012 г., № 655/2012)
- Ежель, Михаил Брониславович (3 апреля 2013 г., № 184/2013 — 11 мая 2015 г., № 262/2015)
- Кизим, Игорь Юрьевич (16 февраля 2017 г., № 39/2017 — 22 июня 2023 г., № 346/2023)

### Бельгия
Королевство Бельгия
- Василенко, Владимир Андреевич (22 апреля 1992 г., № 270 — 31 марта 1995 г., № 271/95)
- Тарасюк, Борис Иванович (16 сентября 1995 г., № 844/95 — 17 апреля 1998 г., № 315/98)
- Грищенко, Константин Иванович (10 августа 1998 г., № 869/98 — 28 января 2000 г., № 106/2000)
- Хандогий, Владимир Дмитриевич (24 апреля 2000 г., № 610/2000 — 5 августа 2005 г., № 1147/2005)
- Коваль, Ярослав Григорьевич (30 марта 2006 г., № 270/2006 — 1 октября 2008 г., № 890/2008)
- Бершеда, Евгений Романович (1 октября 2008 г., № 892/2008 — 12 мая 2010 г., № 611/2010)
- Долгов, Игорь Алексеевич (29 июня 2010 г., № 740/2010 — 29 мая 2015 г., № 302/2015)
- Точицкий, Николай Станиславович (4 февраля 2016 г., № 35/2016 — 6 апреля 2021 г., № 143/2021)

### Болгария
Республика Болгария
- Воробьёв, Александр Константинович (19 февраля 1993 г., № 39/93 — 3 марта 1998 г., № 160/98)
- Похвальский, Вячеслав Владимирович (24 июня 1998 г., № 684/98 — 29 марта 2004 г., № 376/2004)
- Рылач, Юрий Александрович (29 марта 2004 г., № 375/2004 — 14 июня 2006 г., № 516/2006)
- Кальник, Виктор Мартынович (7 февраля 2007 г., № 87/2007 — 4 марта 2011 г., № 269/2011)
- Балтажи, Николай Фёдорович (4 марта 2011 г., № 270/2011 — 13 июля 2018 г., № 201/2018)
- Москаленко, Виталий Анатольевич (13 июля 2018 г., № 202/2018 — 23 декабря 2022 г., № 879/2022)
- Илащук, Олеся Константиновна (с 23 декабря 2022 г., № 880/2022)

### Босния и Герцеговина
Босния и Герцеговина — Республика Босния и Герцеговина — Босния и Герцеговина (послами по совместительству назначаются послы в Хорватии)
- Шостак, Анатолий Николаевич (25 февраля 1997 г., № 166/97 — 25 апреля 2002 г., № 387/2002)
- Кирик, Виктор Андреевич (25 апреля 2002 г., № 389/2002 — 11 июля 2006 г., № 601/2006)
- Лубкивский, Маркиян Романович (12 сентября 2007 г., № 848/2007 — 12 мая 2009 г., № 300/2009)
- Левченко, Александр Михайлович (1 сентября 2011 г., № 893/2011 — 23 января 2017 г., № 13/2017)
- Кирилич, Василий Петрович (с 28 июля 2020 г., № 296/2020)

### Ватикан
Ватикан (до 2000 г. послом по совместительству назначался посол в Швейцарии)
- Ковальская, Нина Климовна (9 сентября 1998 г., № 989/98 — 18 июня 2003 г., № 537/2003)
- Хоружий, Григорий Фокович (5 марта 2004 г., № 289/2004 — 14 июня 2006 г., № 519/2006)
- Ижевская, Татьяна Ивановна (11 декабря 2006 г., № 1062/2006 — 19 июля 2019 г., № 532/2019)
- Юраш, Андрей Васильевич (с 14 декабря 2021 г., № 654/2021)

### Великобритания
Соединённое Королевство Великобритании и Северной Ирландии
- Комиссаренко, Сергей Васильевич (14 мая 1992 г., № 293 — 25 декабря 1997 г., № 1390/97)
- Василенко, Владимир Андреевич (25 декабря 1997 г., № 1391/97 — 10 апреля 2002 г., № 327/2002)
- Митюков, Игорь Александрович (12 сентября 2002 г., № 823/2002 — 31 августа 2005 г., № 1221/2005)
- Харченко, Игорь Юрьевич (9 декабря 2005 г., № 1721/2005 — 29 июня 2010 г., № 737/2010)
- Хандогий, Владимир Дмитриевич (30 июля 2010 г., № 791/2010 — 16 мая 2014 г., № 474/2014)
- Галибаренко, Наталья Николаевна (26 августа 2015 г., № 513/2015 — 20 июля 2020 г., № 286/2020)
- Пристайко, Вадим Владимирович (20 июля 2020 г., № 287/2020 — 21 июля 2023 г. № 442/2023)
- Залужный, Валерий Фёдорович (с 9 мая 2024 г., № 316/2024)

### Венгрия
Венгерская Республика — Венгрия
- Ткач, Дмитрий Иванович (24 июля 1992 г., № 392/92 — 8 декабря 1997 г., № 1338/97; 14 февраля 2006 г., № 131/2006 — 6 июля 2010 г., № 754/2010)
- Климпуш, Орест Дмитриевич (8 декабря 1997 г., № 1339/97 — 29 апреля 2002 г., № 420/2002)
- Дурдинец, Василий Васильевич (2 декабря 2002 г., № 1118/2002 — 15 июля 2003 г., № 655/2003)
- Мушка, Юрий Юрьевич (10 ноября 2003 г., № 1283/2003 — 26 января 2006 г., № 69/2006; 11 июня 2010 г., № 684/2010 — 31 марта 2014 г., № 358/2014)
- Непоп, Любовь Васильевна (30 мая 2016 г., № 228/2016 — 9 июля 2022 г., № 480/2022)
- Шандор, Фёдор Фёдорович (с 21 декабря 2024 г., № 876/2024)

### Германия
Федеративная Республика Германия
- Писковой, Иван Николаевич (6 марта 1992 г., № 135 — 7 июня 1994 г., № 282/94)
- Костенко, Юрий Васильевич (28 декабря 1994 г., № 816/94 — 2 сентября 1997 г., № 939/97)
- Пономаренко, Анатолий Георгиевич (2 сентября 1997 г., № 940/97 — 26 ноября 2003 г., № 1349/2003)
- Фареник, Сергей Анатольевич (28 ноября 2003 г., № 1371/2003 — 26 июля 2005 г., № 1128/2005)
- Долгов, Игорь Алексеевич (9 декабря 2005 г., № 1723/2005 — 4 апреля 2008 г., № 304/2008)
- Зарудная, Наталья Николаевна (4 сентября 2008 г., № 809/2008 — 16 декабря 2011 г., № 1129/2011)
- Климкин, Павел Анатольевич (22 июня 2012 г., № 411/2012 — 19 июня 2014 г., № 542/2014)
- Мельник, Андрей Ярославович (19 декабря 2014 г., № 944/2014 — 9 июля 2022 г., № 479/2022)
- Макеев, Алексей Сергеевич (с 23 сентября 2022 г., № 662/2022)

### Греция
Греческая Республика
- Корнеенко, Борис Иванович (19 февраля 1993 г., № 40/93 — 13 сентября 1997 г., № 1013/97)
- Сергеев, Юрий Анатольевич (6 ноября 1997 г., № 1243/97 — 15 декабря 2000 г., № 1341/2000)
- Кальник, Виктор Мартынович (27 марта 2001 г., № 210/2001 — 29 июня 2005 г., № 1000/2005)
- Цыбух, Валерий Иванович (29 июня 2005 г., № 999/2005 — 12 мая 2010 г., № 607/2010)
- Шкуров, Владимир Анатольевич (9 июня 2010 г., № 674/2010 — 21 декабря 2016 г., № 565/2016)
- Шутенко, Сергей Александрович (3 сентября 2018 г., № 267/2018 — 27 октября 2023 г., № 712/2023)

### Дания
Королевство Дания (послами по совместительству назначались — до 1999 г. посол в Финляндии, в 1999—2002 гг. посол в Швеции)
- Подолев, Игорь Валентинович (28 июля 1997 г., № 715/97 — 30 сентября 1999 г., № 1244/99)
- Слипченко, Александр Сергеевич (30 сентября 1999 г., № 1245/99 — 15 ноября 2002 г., № 1043/2002)
- Зарудная, Наталья Николаевна (31 декабря 2004 г., № 1594/2004 — 4 сентября 2008 г., № 808/2008)
- Рябикин, Павел Борисович (15 июля 2009 г., № 547/2009 — 27 апреля 2010 г., № 576/2010)
- Скуратовский, Михаил Васильевич (22 июля 2010 г., № 779/2010 — 19 марта 2014 г., № 317/2014)
- Выдойник, Михаил Михайлович (25 июня 2018 г., № 181/2018 — 27 октября 2023 г., № 710/2023)
- Яневский, Андрей Сергеевич (с 27 октября 2023 г., № 714/2023)

### Ирландия
Ирландия (до 2002 г. послами по совместительству назначались послы в Великобритании)
- Комиссаренко, Сергей Васильевич (14 марта 1995 г., № 208/95 — 25 декабря 1997 г., № 1390/97)
- Василенко, Владимир Андреевич (13 июля 1998 г., № 768/98 — 10 апреля 2002 г., № 327/2002)
- Перелыгин, Евгений Юрьевич (5 января 2004 г., № 5/2004 — 1 марта 2006 г., № 165/2006)
- Базилевский, Борис Николаевич (16 ноября 2007 г., № 1107/2007 — 5 февраля 2010 г., № 113/2010)
- Рева, Сергей Викторович (25 августа 2010 г., № 868/2010 — 15 июля 2015 г., № 426/2015)
- Герасько, Лариса Анатольевна (с 28 апреля 2021 г., № 178/2021)

### Исландия
Исландская Республика — Республика Исландия (послами по совместительству назначаются послы в Финляндии)
- Подолев, Игорь Валентинович (28 июля 1997 г., № 715/97 — 2 октября 2001 г., № 920/2001)
- Сардачук, Пётр Данилович (25 апреля 2002 г., № 391/2002 — 15 июля 2003 г., № 654/2003)
- Майданник, Александр Иванович (25 мая 2004 г., № 577/2004 — 13 августа 2007 г., № 701/2007)
- Дещица, Андрей Богданович (3 октября 2008 г., № 898/2008 — 9 октября 2012 г., № 589/2012)
- Олефиров, Андрей Владимирович (22 февраля 2016 г., № 58/2016 — 16 мая 2019 г., № 232/2019)
- Диброва, Ольга Александровна (15 ноября 2021 г., № 574/2021 — 7 апреля 2025 г., № 209/2025)

### Испания
Королевство Испания
- Тараненко, Александр Сергеевич (4 февраля 1997 г., № 100/97 — 12 января 2004 г., № 29/2004)
- Щерба, Анатолий Анатольевич (10 мая 2006 г., № 367/2006 — 23 февраля 2012 г., № 143/2012; 11 марта 2016 г., № 88/2016 — 2 июля 2020 г., № 262/2020)
- Погорельцев, Сергей Алексеевич (5 июля 2012 г., № 436/2012 — 19 октября 2015 г., № 589/2015; с 2 июля 2020 г., № 263/2020)

### Италия
Итальянская Республика
- Орёл, Анатолий Константинович (6 марта 1992 г., № 139 — 31 декабря 1997 г., № 1404/97; 1 июля 2004 г., № 724/2004 — 15 февраля 2005 г., № 269/2005)
- Евтух, Владимир Борисович (31 декабря 1997 г., № 1406/97 — 11 декабря 1999 г., № 1545/99)
- Гудыма, Борис Николаевич (21 марта 2000 г., № 471/2000 — 19 апреля 2004 г., № 440/2004)
- Чернявский, Георгий Владимирович (26 августа 2005 г., № 1214/2005 — 28 декабря 2012 г., № 757/2012)
- Перелыгин, Евгений Юрьевич (28 декабря 2012 г., № 758/2012 — 15 июля 2020 г., № 275/2020)
- Мельник, Ярослав Владимирович (с 21 сентября 2020 г., № 399/2020)

### Латвия
Латвийская Республика
- Гладуш, Виктор Дмитриевич (7 октября 1992 г., № 494/92 — 19 февраля 1993 г., № 41/93)
- Михайловский, Виктор Иванович (27 января 1997 г., № 81/97 — 20 октября 2003 г., № 1196/2003)
- Янкив, Мирон Дмитриевич (27 ноября 2003 г., № 1370/2003 — 12 сентября 2005 г., № 1241/2005)
- Чилачава, Рауль Шалвович (9 декабря 2005 г., № 1719/2005 — 4 июня 2010 г., № 669/2010)
- Олейник, Анатолий Тимофеевич (11 марта 2011 г., № 279/2011 — 29 октября 2014 г., № 831/2014)
- Перебийнис, Евгений Петрович (10 мая 2015 г., № 261/2015 — 23 января 2017 г., № 15/2017)
- Мищенко, Александр Павлович (27 февраля 2019 г., № 46/2019 — 23 декабря 2022 г., № 881/2022)
- Куцевол, Анатолий Анатольевич (с 23 декабря 2022 г., № 882/2022)

### Литва
Литовская Республика
- Белодед, Ростислав Митрофанович (1994 г. — 2 марта 1999 г., № 224/99)
- Зайчук, Валентин Александрович (23 мая 2000 г., № 698/2000 — 29 сентября 2001 г., № 899/2001)
- Деркач, Николай Иванович (27 декабря 2001 г., № 1268/2001 — 19 января 2004 г., № 56/2004)
- Климчук, Борис Петрович (11 февраля 2004 г., № 185/2004 — 15 марта 2008 г., № 218/2008)
- Прокопчук, Игорь Васильевич (15 марта 2008 г., № 219/2008 — 29 июня 2010 г., № 732/2010)
- Жовтенко, Валерий Тимофеевич (8 апреля 2011 г., № 414/2011 — 18 июня 2015 г., № 342/2015)
- Яценковский, Владимир Владимирович (31 октября 2015 г., № 620/2015 — 6 октября 2021 г., № 514/2021)
- Бешта, Пётр Петрович (14 января 2022 г., № 13/2022 — 21 декабря 2024 г., № 865/2024)
- Никитченко, Ольга Юрьевна (с 21 декабря 2024 г., № 875/2024)

### Лихтенштейн
Княжество Лихтенштейн (послами по совместительству назначаются послы в Швейцарии)
- Ковальская, Нина Климовна (20 октября 1998 г., № 1153/98 — 14 июня 2000 г., № 797/2000)
- Бершеда, Евгений Романович (14 августа 2000 г., № 978/2000 — 8 мая 2003 г., № 395/2003)
- Дир, Игорь Юрьевич (2 апреля 2009 г., № 218/2009 — 22 марта 2014 г., № 332/2014)
- Рыбченко, Артём Сергеевич (11 августа 2021 г., № 352/2021 — 27 сентября 2022 г., № 670/2022)
- Венедиктова, Ирина Валентиновна (с 28 апреля 2023 г., № 242/2023)

### Люксембург
Великое Герцогство Люксембург (послами по совместительству назначались послы в Бельгии)
- Тарасюк, Борис Иванович (12 октября 1995 г., № 951/95 — 17 апреля 1998 г., № 315/98)
- Грищенко, Константин Иванович (30 сентября 1998 г., № 1076/98 — 28 января 2000 г., № 106/2000)
- Хандогий, Владимир Дмитриевич (14 июня 2000 г., № 799/2000 — 5 августа 2005 г., № 1147/2005)
- Коваль, Ярослав Григорьевич (28 февраля 2007 г., № 158/2007 — 1 октября 2008 г., № 890/2008)
- Бершеда, Евгений Романович (15 апреля 2009 г., № 245/2009 — 12 мая 2010 г., № 611/2010)
- Долгов, Игорь Алексеевич (20 декабря 2010 г., № 1144/2010 — 29 мая 2015 г., № 302/2015)
- Точицкий, Николай Станиславович (24 октября 2016 г., № 473/2016 — 6 апреля 2021 г., № 143/2021)

### Македония
Республика Македония (до 2001 г. послом по совместительству назначался посол в Болгарии)
- Похвальский, Вячеслав Владимирович (29 июня 1999 г., № 771/99 — 15 ноября 2001 г., № 1095/2001)
- Кирьяков, Павел Алексеевич (7 сентября 2001 г., № 810/2001 — 27 октября 2003 г., № 1219/2003)
- Шовкопляс, Алексей Владимирович (5 марта 2004 г., № 286/2004 — 3 ноября 2005 г., № 1536/2005)
- Москаленко, Виталий Анатольевич (3 ноября 2005 г., № 1535/2005 — 3 июня 2009 г., № 391/2009)
- Гончарук, Юрий Алексеевич (3 июня 2009 г., № 392/2009 — 21 декабря 2016 г., № 564/2016)
- Задорожнюк, Наталия Ивановна (6 сентября 2017 г., № 263/2017 — 4 мая 2022 г., № 298/2022)
- Дир, Лариса Владимировна (с 4 мая 2022 г., № 305/2022)

### Мальта
Республика Мальта (послами по совместительству назначаются послы в Италии)
- Орёл, Анатолий Константинович (14 марта 1995 г., № 210/95 — 31 декабря 1997 г., № 1404/97; 4 декабря 2004 г., № 1443/2004 — 15 февраля 2005 г., № 269/2005)
- Евтух, Владимир Борисович (15 июля 1998 г., № 787/98 — 11 декабря 1999 г., № 1545/99)
- Гудыма, Борис Николаевич (9 ноября 2000 г., № 1219/2000 — 19 апреля 2004 г., № 440/2004)
- Чернявский, Георгий Владимирович (19 апреля 2006 г., № 317/2006 — 28 декабря 2012 г., № 757/2012)
- Перелыгин, Евгений Юрьевич (18 октября 2013 г., № 575/2013 — 15 июля 2020 г., № 275/2020)
- Мельник, Ярослав Владимирович (с 13 декабря 2021 г., № 645/2021)

### Мальтийский орден
Суверенный военный Орден Госпитальеров Святого Иоанна Иерусалимского, Родоса и Мальты (послами по совместительству назначаются послы в Ватикане)
- Ижевская, Татьяна Ивановна (21 июля 2008 г., № 649/2008 — 19 июля 2019 г., № 532/2019)
- Юраш, Андрей Васильевич (с 27 сентября 2022 г., № 671/2022)

### Молдова
Республика Молдова
- Бойко, Виталий Фёдорович (16 октября 1992 г., № 500/92 — 10 января 1995 г., № 30/95)
- Гнатишин, Иван Николаевич (30 марта 1996 г., № 228/96 — 20 декабря 2000 г., № 1359/2000; 28 июля 2015 г., № 456/2015 — 25 апреля 2019 г., № 168/2019)
- Чалый, Пётр Фёдорович (20 декабря 2000 г., № 1360/2000 — 3 марта 2007 г., № 166/2007)
- Пирожков, Сергей Иванович (3 марта 2007 г., № 167/2007 — 29 октября 2014 г., № 832/2014)
- Шевченко, Марк Александрович (18 декабря 2019 г., № 913/2019 — 29 марта 2024 г., № 192/2024)
- Роговей, Паун Аурелович (с 7 февраля 2025 г., № 77/2025)

### Монако
Княжество Монако (послами по совместительству назначаются послы во Франции)
- Тимошенко, Константин Владимирович (15 февраля 2008 г., № 129/2008 — 12 мая 2010 г., № 610/2010)
- Купчишин, Александр Михайлович (1 сентября 2011 г., № 894/2011 — 16 мая 2014 г., № 473/2014)
- Омельченко, Вадим Владимирович (с 28 апреля 2021 г., № 177/2021)

### Нидерланды
Королевство Нидерланды (до 2002 г. послами по совместительству назначались послы в Бельгии)
- Тарасюк, Борис Иванович (3 ноября 1995 г., № 1011/95 — 17 апреля 1998 г., № 315/98)
- Грищенко, Константин Иванович (30 сентября 1998 г., № 1077/98 — 28 января 2000 г., № 106/2000)
- Хандогий, Владимир Дмитриевич (14 июня 2000 г., № 798/2000 — 8 июля 2002 г., № 622/2002)
- Марков, Дмитрий Ефимович (12 июля 2002 г., № 636/2002 — 3 ноября 2005 г., № 1540/2005)
- Купчишин, Александр Михайлович (5 ноября 2005 г., № 1551/2005 — 15 февраля 2008 г., № 128/2008)
- Корзаченко, Василий Григорьевич (17 июня 2008 г., № 547/2008 — 29 июня 2010 г., № 736/2010)
- Горин, Александр Олегович (4 марта 2011 г., № 268/2011 — 17 марта 2017 г., № 71/2017)
- Ченцов, Всеволод Валерьевич (17 марта 2017 г., № 72/2017 — 6 апреля 2021 г., № 142/2021)
- Кононенко, Максим Алексеевич (13 декабря 2021 г., № 646/2021 — 27 сентября 2022 г., № 669/2022)
- Карасевич, Александр Александрович (10 мая 2023 г., № 267/2023 — 29 ноября 2024 г., № 793/2024)
- Костин, Андрей Евгеньевич (с 7 апреля 2025 г., № 212/2025)

### Норвегия
Королевство Норвегия (послами по совместительству назначались — до 1999 г. посол в Финляндии, в 1999—2002 гг. посол в Швеции)
- Подолев, Игорь Валентинович (1 сентября 1997 г., № 927/97 — 30 сентября 1999 г., № 1244/99)
- Слипченко, Александр Сергеевич (30 сентября 1999 г., № 1245/99 — 15 ноября 2002 г., № 1043/2002)
- Сагач, Игорь Михайлович (25 августа 2004 г., № 992/2004 — 15 января 2008 г., № 18/2008)
- Цветков, Александр Глебович (25 апреля 2008 г., № 399/2008 — 30 мая 2011 г., № 620/2011)
- Онищенко, Юрий Владимирович (29 февраля 2012 г., № 162/2012 — 10 июня 2014 г., № 513/2014)
- Яцюк, Вячеслав Викторович (18 июня 2016 г., № 266/2016 — 9 июля 2022 г., № 481/2022)
- Гавриш, Алексей Петрович (с 7 апреля 2025 г., № 218/2025)

### Польша
Республика Польша
- Удовенко, Геннадий Иосифович (18 сентября 1992 г., № 475/92 — 1994 г.)
- Сардачук, Пётр Данилович (28 декабря 1994 г., № 814/94 — 14 декабря 1998 г., № 1349/98)
- Павлычко, Дмитрий Васильевич (26 февраля 1999 г., № 220/99 — 11 января 2002 г., № 14/2002)
- Никоненко, Александр Николаевич (5 марта 2002 г., № 207/2002 — 15 октября 2003 г., № 1178/2003)
- Харченко, Игорь Юрьевич (22 ноября 2003 г., № 1332/2003 — 9 декабря 2005 г., № 1720/2005)
- Моцик, Александр Фёдорович (30 декабря 2005 г., № 1876/2005 — 12 мая 2010 г., № 603/2010)
- Мальский, Маркиян Зиновьевич (26 июля 2010 г., № 787/2010 — 19 марта 2014 г., № 321/2014)
- Дещица, Андрей Богданович (13 октября 2014 г., № 782/2014 — 8 февраля 2022 г., № 43/2022)
- Зварич, Василий Богданович (8 февраля 2022 г., № 44/2022 — 21 июня 2024 г., № 366/2024)
- Боднар, Василий Миронович (с 25 октября 2024 г., № 739/2024)

### Португалия
Португальская Республика (до 2000 г. послом по совместительству назначался посол во Франции)
- Зленко, Анатолий Максимович (14 апреля 1998 г., № 294/98 — 17 октября 2000 г., № 1133/2000)
- Тимошенко, Константин Владимирович (31 августа 2001 г., № 791/2001 — 21 ноября 2005 г., № 1631/2005)
- Троненко, Ростислав Владимирович (19 декабря 2005 г., № 1797/2005 — 12 мая 2010 г., № 602/2010)
- Никоненко, Александр Николаевич (6 июля 2010 г., № 757/2010 — 19 марта 2014 г., № 318/2014)
- Огнивец, Инна Васильевна (19 октября 2015 г., № 590/2015 — 24 июня 2022 г., № 442/2022)
- Михайленко, Марина Юрьевна (с 21 февраля 2023 г., № 85/2023)

### Россия
Российская Федерация
- Крыжановский, Владимир Петрович (11 марта 1992 г., № 154 — 12 сентября 1994 г., № 515/94)
- Фёдоров, Владимир Григорьевич (14 января 1995 г., № 46/95 — 25 ноября 1999 г., № 1493/99)
- Белоблоцкий, Николай Петрович (1 декабря 1999 г., № 1511/99 — 6 декабря 2005 г., № 1698/2005)
- Дёмин, Олег Алексеевич (21 марта 2006 г., № 247/2006 — 4 апреля 2008 г., № 303/2008)
- Грищенко, Константин Иванович (10 июня 2008 г., № 531/2008 — 18 марта 2010 г., № 387/2010)
- Ельченко, Владимир Юрьевич (2 июля 2010 г., № 749/2010 — 9 декабря 2015 г., № 689/2015)

### Румыния
Румыния — Румынская Республика — Румыния
- Сандуляк, Леонтий Иванович (13 июля 1992 г., № 374/92 — 16 марта 1995 г., № 231/95)
- Чалый, Александр Александрович (12 мая 1995 г., № 367/95 — 4 июля 1998 г., № 740/98)
- Харченко, Игорь Юрьевич (5 октября 1998 г., № 1111/98 — 9 ноября 2000 г., № 1213/2000)
- Бутейко, Антон Денисович (28 декабря 2000 г., № 1390/2000 — 10 октября 2003 г., № 1162/2003)
- Бауэр, Теофил Йозефович (11 февраля 2004 г., № 183/2004 — 30 сентября 2005 г., № 1400/2005; 13 апреля 2012 г., № 268/2012 — 11 марта 2016 г., № 87/2016)
- Малько, Юрий Феодосьевич (19 декабря 2005 г., № 1796/2005 — 14 апреля 2008 г., № 348/2008)
- Кулик, Маркиян Зиновьевич (14 апреля 2008 г., № 349/2008 — 1 сентября 2011 г., № 891/2011)
- Баньков, Александр Сергеевич (4 апреля 2017 г., № 99/2017 — 15 июля 2020 г., № 274/2020)
- Прокопчук, Игорь Васильевич (с 4 мая 2022 г., № 307/2022)

### Сан-Марино
Республика Сан-Марино (послами по совместительству назначаются послы в Италии)
- Евтух, Владимир Борисович (18 декабря 1998 г., № 1361/98 — 11 декабря 1999 г., № 1545/99)
- Гудыма, Борис Николаевич (21 сентября 2000 г., № 1080/2000 — 19 апреля 2004 г., № 440/2004)
- Чернявский, Георгий Владимирович (13 марта 2006 г., № 210/2006 — 28 декабря 2012 г., № 757/2012)
- Перелыгин, Евгений Юрьевич (6 декабря 2013 г., № 675/2013 — 15 июля 2020 г., № 275/2020)
- Мельник, Ярослав Владимирович (с 11 августа 2021 г., № 353/2021)

### Сербия и Черногория
Союзная Республика Югославия — Сербия и Черногория
- Примаченко, Вадим Викторович (3 июля 1996 г., № 501/96 — 1 апреля 1998 г., № 236/98)
- Фуркал, Владимир Васильевич (15 октября 1998 г., № 1142/98 — 12 ноября 2001 г., № 1064/2001)
- Шостак, Анатолий Николаевич (15 ноября 2001 г., № 1096/2001 — 18 июня 2003 г., № 536/2003)
- Демченко, Руслан Михайлович (18 августа 2003 г., № 859/2003 — 17 мая 2005 г., № 814/2005)
- Олейник, Анатолий Тимофеевич (3 ноября 2005 г., № 1538/2005 — 4 сентября 2006 г., № 733/2006)

### Сербия
Республика Сербия
- Олейник, Анатолий Тимофеевич (4 сентября 2006 г., № 733/2006 — 15 июля 2009 г., № 545/2009)
- Недопас, Виктор Юрьевич (15 июля 2009 г., № 546/2009 — 11 октября 2013 г., № 561/2013)
- Александрович, Александр Ярославович (2 июня 2015 г., № 308/2015 — 13 декабря 2021 г., № 641/2021)
- Толкач, Владимир Сергеевич (с 13 декабря 2021 г., № 647/2021)

### Словакия
Словацкая Республика
- Сардачук, Пётр Данилович (30 июля 1993 г., № 288/93 — 28 декабря 1994 г., № 813/94)
- Павлычко, Дмитрий Васильевич (19 октября 1995 г., № 983/95 — 11 мая 1998 г., № 452/98)
- Рылач, Юрий Александрович (14 декабря 1998 г., № 1348/98 — 29 марта 2004 г., № 374/2004)
- Устич, Сергей Иванович (27 мая 2004 г., № 587/2004 — 21 июня 2005 г., № 985/2005)
- Огнивец, Инна Васильевна (30 декабря 2005 г., № 1879/2005 — 5 февраля 2010 г., № 114/2010)
- Гаваши, Олег Олодарович (16 сентября 2010 г., № 904/2010 — 3 июня 2016 г., № 232/2016)
- Мушка, Юрий Юрьевич (25 ноября 2016 г., № 520/2016 — 24 июня 2022 г., № 441/2022)
- Кастран, Мирослав Миронович (с 18 октября 2022 г., № 725/2022)

### Словения
Республика Словения (до 2002 г. послами по совместительству назначались послы в Венгрии)
- Ткач, Дмитрий Иванович (14 марта 1995 г., № 209/95 — 8 декабря 1997 г., № 1338/97)
- Климпуш, Орест Дмитриевич (27 марта 1998 г., № 230/98 — 29 апреля 2002 г., № 420/2002)
- Гнатишин, Иван Николаевич (25 августа 2004 г., № 993/2004 — 26 января 2006 г., № 70/2006)
- Примаченко, Вадим Викторович (12 марта 2007 г., № 193/2007 — 6 мая 2011 г., № 550/2011)
- Кириченко, Николай Николаевич (30 июля 2011 г., № 783/2011 — 13 июля 2015 г., № 413/2015)
- Бродович, Михаил Франкович (28 августа 2015 г., № 526/2015 — 4 мая 2022 г., № 296/2022)
- Таран, Андрей Васильевич (4 мая 2022 г., № 306/2022 — 21 декабря 2024 г., № 864/2024)
- Бешта, Пётр Петрович (с 21 декабря 2024 г., № 877/2024)

### Финляндия
Финляндская Республика
- Масик, Константин Иванович (16 октября 1992 г., № 501/92 — 1997 г.)
- Подолев, Игорь Валентинович (1997 г. — 2 октября 2001 г., № 920/2001)
- Сардачук, Пётр Данилович (2 октября 2001 г., № 921/2001 — 15 июля 2003 г., № 654/2003)
- Майданник, Александр Иванович (25 декабря 2003 г., № 1494/2003 — 13 августа 2007 г., № 701/2007)
- Дещица, Андрей Богданович (4 декабря 2007 г., № 1180/2007 — 9 октября 2012 г., № 589/2012)
- Олефиров, Андрей Владимирович (20 августа 2014 г., № 659/2014 — 16 мая 2019 г., № 232/2019)
- Диброва, Ольга Александровна (19 октября 2020 г., № 453/2020 — 7 апреля 2025 г., № 209/2025)
- Выдойник, Михаил Михайлович (с 7 апреля 2025 г., № 211/2025)

### Франция
Французская Республика
- Кочубей, Юрий Николаевич (18 сентября 1992 г., № 474/92 — 15 августа 1997 г., № 817/97)
- Зленко, Анатолий Максимович (19 сентября 1997 г., № 1047/97 — 2 октября 2000 г., № 1100/2000)
- Сергеев, Юрий Анатольевич (3 марта 2003 г., № 181/2003 — 18 апреля 2007 г., № 316/2007)
- Тимошенко, Константин Владимирович (18 апреля 2007 г., № 318/2007 — 12 мая 2010 г., № 610/2010)
- Купчишин, Александр Михайлович (31 мая 2010 г., № 653/2010 — 16 мая 2014 г., № 473/2014)
- Шамшур, Олег Владиславович (13 октября 2014 г., № 783/2014 — 11 июня 2020 г., № 218/2020)
- Омельченко, Вадим Владимирович (с 11 июня 2020 г., № 219/2020)

### Хорватия
Республика Хорватия
- Шостак, Анатолий Николаевич (11 апреля 1995 г., № 292/95 — 15 октября 2001 г., № 973/2001)
- Кирик, Виктор Андреевич (15 октября 2001 г., № 974/2001 — 11 июля 2006 г., № 601/2006)
- Лубкивский, Маркиян Романович (16 декабря 2006 г., № 1094/2006 — 12 мая 2009 г., № 300/2009)
- Зайчук, Борис Александрович (31 июля 2009 г., № 584/2009 — 8 апреля 2010 г., № 529/2010)
- Левченко, Александр Михайлович (1 сентября 2010 г., № 891/2010 — 23 января 2017 г., № 13/2017)
- Кирилич, Василий Петрович (с 24 декабря 2019 г., № 942/2019)

### Черногория
Республика Черногория — Черногория (до 2008 г. послом по совместительству назначался посол в Сербии)
- Олейник, Анатолий Тимофеевич (12 марта 2007 г., № 194/2007 — 1 декабря 2008 г., № 1125/2008)
- Слюсаренко, Оксана Александровна (1 декабря 2008 г., № 1126/2008 — 31 марта 2014 г., № 356/2014)
- Герасименко, Олег Владиславович (с 4 мая 2022 г., № 304/2022)

### Чехословакия
Чешская и Словацкая Федеративная Республика
- Лубкивский, Роман Марьянович (6 марта 1992 г., № 131 — 26 ноября 1993 г., № 564/93)

### Чехия
Чешская Республика
- Лубкивский, Роман Марьянович (26 ноября 1993 г., № 564/93 — 27 марта 1995 г., № 252/95)
- Озадовский, Андрей Андреевич (25 июля 1995 г., № 656/95 — 22 июня 1999 г., № 705/99)
- Устич, Сергей Иванович (2 августа 1999 г., № 948/99 — 27 мая 2004 г., № 586/2004)
- Кулеба, Иван Дмитриевич (25 августа 2004 г., № 990/2004 — 22 июня 2009 г., № 471/2009)
- Грицак, Иван Юрьевич (22 июня 2009 г., № 472/2009 — 1 ноября 2012 г., № 622/2012)
- Зайчук, Борис Александрович (1 ноября 2012 г., № 623/2012 — 19 августа 2016 г., № 335/2016)
- Перебийнис, Евгений Петрович (23 января 2017 г., № 16/2017 — 9 июля 2022 г., № 482/2022)
- Зварич, Василий Богданович (с 21 июня 2024 г., № 367/2024)

### Швейцария
Швейцарская Конфедерация
- Слипченко, Александр Сергеевич (18 сентября 1992 г., № 476/92 — 16 сентября 1997 г., № 1023/97)
- Ковальская, Нина Климовна (24 февраля 1998 г., № 149/98 — 14 июня 2000 г., № 797/2000)
- Бершеда, Евгений Романович (14 июня 2000 г., № 796/2000 — 8 мая 2003 г., № 395/2003)
- Станик, Сюзанна Романовна (12 сентября 2003 г., № 1019/2003 — 25 марта 2004 г., № 367/2004)
- Дир, Игорь Юрьевич (28 февраля 2008 г., № 181/2008 — 22 марта 2014 г., № 332/2014)
- Рыбченко, Артём Сергеевич (25 июня 2018 г., № 182/2018 — 27 сентября 2022 г., № 670/2022)
- Венедиктова, Ирина Валентиновна (с 17 ноября 2022 г., № 786/2022)

### Швеция
Королевство Швеция (до 1999 г. послом по совместительству назначался посол в Финляндии)
- Подолев, Игорь Валентинович (28 июля 1997 г., № 715/97 — 20 января 1999 г., № 40/99)
- Слипченко, Александр Сергеевич (20 января 1999 г., № 39/99 — 15 ноября 2002 г., № 1043/2002)
- Кожара, Леонид Александрович (14 ноября 2002 г., № 1027/2002 — 6 июля 2004 г., № 756/2004)
- Пономаренко, Анатолий Георгиевич (6 декабря 2006 г., № 1038/2006 — 29 августа 2008 г., № 776/2008)
- Перебийнис, Евгений Петрович (29 августа 2008 г., № 777/2008 — 11 ноября 2011 г., № 1043/2011)
- Степанов, Валерий Анатольевич (11 ноября 2011 г., № 1044/2011 — 19 марта 2014 г., № 316/2014)
- Сагач, Игорь Михайлович (19 марта 2015 г., № 151/2015 — 14 июня 2019 г., № 411/2019)
- Плахотнюк, Андрей Николаевич (с 21 сентября 2020 г., № 402/2020)

### Эстония
Эстонская Республика
- Олененко, Юрий Александрович (30 июля 1993 г., № 289/93 — 22 июня 1999 г., № 706/99)
- Макаревич, Николай Петрович (23 июля 1999 г., № 919/99 — 11 ноября 2005 г., № 1572/2005)
- Кирьяков, Павел Алексеевич (30 декабря 2005 г., № 1878/2005 — 4 июня 2010 г., № 668/2010)
- Крыжановский, Виктор Владимирович (27 октября 2010 г., № 977/2010 — 13 июня 2017 г., № 160/2017)
- Беца, Марьяна Александровна (13 сентября 2018 г., № 282/2018 — 17 марта 2023 г., № 159/2023)
- Кононенко, Максим Алексеевич (с 17 марта 2023 г., № 160/2023)

## Азия

### Азербайджан
Азербайджанская Республика
- Алексенко, Борис Григорьевич (23 июня 1997 г., № 570/97 — 9 июля 2004 г., № 769/2004)
- Юрченко, Анатолий Петрович (2 ноября 2004 г., № 1339/2004 — 18 августа 2005 г., № 1180/2005)
- Волковецкий, Степан Васильевич (21 ноября 2005 г., № 1640/2005 — 15 апреля 2008 г., № 357/2008)
- Климчук, Борис Петрович (15 апреля 2008 г., № 358/2008 — 8 апреля 2010 г., № 530/2010)
- Мищенко, Александр Павлович (24 февраля 2011 г., № 243/2011 — 27 декабря 2018 г., № 440/2018)
- Каневский, Владислав Владимирович (27 февраля 2019 г., № 45/2019 — 22 февраля 2024 г., № 85/2024)
- Гусев, Юрий Вениаминович (с 22 февраля 2024 г., № 86/2024)

### Армения
Республика Армения
- Божко, Александр Иванович (19 июля 1996 г., № 592/96 — 27 декабря 2001 г., № 1266/2001; 21 июня 2005 г., № 991/2005 — 16 июля 2010 г., № 772/2010)
- Тягло, Владимир Николаевич (2 февраля 2002 г., № 89/2002 — 21 июня 2005 г., № 980/2005)
- Кухта, Иван Петрович (22 июля 2010 г., № 777/2010 — 13 июля 2015 г., № 412/2015)
- Литвин, Пётр Михайлович (19 июня 2018 г., № 170/2018 — 19 июля 2019 г., № 536/2019)
- Кулеба, Иван Дмитриевич (24 декабря 2019 г., № 941/2019 — 6 октября 2021 г., № 515/2021)

### Афганистан
Переходное Исламское Государство Афганистан — Исламская Республика Афганистан (послами по совместительству назначались — до 2005 г. посол в Узбекистане, в 2006—2013 гг. послы в Туркменистане, в 2013—2021 гг. послы в Таджикистане)
- Касьяненко, Анатолий Иванович (25 июля 2002 г., № 659/2002 — 18 августа 2005 г., № 1181/2005)
- Майко, Виктор Анатольевич (6 мая 2006 г., № 347/2006 — 11 мая 2010 г., № 596/2010)
- Шевелев, Валентин Николаевич (22 февраля 2011 г., № 226/2011 — 6 декабря 2013 г., № 672/2013)
- Никитюк, Виктор Олегович (6 декабря 2013 г., № 673/2013 — 18 октября 2018 г., № 336/2018)
- Серватюк, Василий Николаевич (15 июня 2020 г., № 225/2020 — 6 октября 2021 г., № 512/2021)

### Бангладеш
Народная Республика Бангладеш (послами по совместительству назначались послы в Индии)
- Адомайтис, Валентин Владимирович (20 октября 1998 г., № 1154/98 — 1 августа 2000 г., № 941/2000)
- Семенец, Олег Евгеньевич (15 мая 2002 г., № 463/2002 — 10 апреля 2006 г., № 296/2006)
- Полиха, Игорь Зиновьевич (13 сентября 2007 г., № 855/2007 — 5 февраля 2010 г., № 109/2010; 23 ноября 2016 г., № 518/2016 — 9 июля 2022 г., № 483/2022)
- Шевченко, Александр Дмитриевич (11 октября 2011 г., № 977/2011 — 24 ноября 2015 г., № 659/2015)

### Бахрейн
Королевство Бахрейн (послами по совместительству назначаются послы в ОАЭ)
- Тимофеев, Игорь Владимирович (1 июля 2002 г., № 589/2002 — 25 декабря 2003 г., № 1512/2003)
- Микитенко, Евгений Олегович (13 сентября 2004 г., № 1067/2004 — 10 мая 2006 г., № 363/2006)
- Пасько, Сергей Алексеевич (5 февраля 2008 г., № 93/2008 — 30 января 2009 г., № 56/2009)
- Полурез, Юрий Владимирович (27 апреля 2011 г., № 507/2011 — 6 апреля 2021 г., № 141/2021)
- Сеник, Дмитрий Юрьевич (с 23 декабря 2022 г., № 878/2022)

### Бруней Даруссалам
Бруней Даруссалам (послами по совместительству назначаются — до 1999 г. посол в Индонезии, с 2003 г. послы в Сингапуре)
- Литвин, Игорь Антонович (5 августа 1998 г., № 844/98 — 2 августа 1999 г., № 936/99)
- Горин, Александр Олегович (6 ноября 2003 г., № 1274/2003 — 29 мая 2006 г., № 445/2006)
- Маштабей, Виктор Яковлевич (5 мая 2008 г., № 409/2008 — 21 июля 2009 г., № 558/2009)
- Султанский, Павел Александрович (24 февраля 2011 г., № 244/2011 — 24 ноября 2015 г., № 661/2015)
- Сеник, Дмитрий Юрьевич (18 июня 2016 г., № 264/2016 — 22 июня 2020 г., № 244/2020)
- Зеленко, Екатерина Михайловна (с 13 декабря 2021 г., № 643/2021)

### Вьетнам
Социалистическая Республика Вьетнам
- Белодед, Ростислав Митрофанович (2 марта 1999 г., № 225/99 — 7 апреля 2003 г., № 309/2003)
- Султанский, Павел Александрович (18 августа 2003 г, № 860/2003 — 9 июня 2008 г., № 528/2008)
- Довганич, Иван Иванович (9 июня 2008 г., № 529/2008 — 5 февраля 2010 г., № 111/2010)
- Шовкопляс, Алексей Владимирович (11 июня 2010 г., № 685/2010 — 19 июля 2019 г., № 535/2019)
- Гаман, Александр Витальевич (с 13 декабря 2021 г., № 644/2021)

### Грузия
Республика Грузия — Грузия
- Касьяненко, Анатолий Иванович (30 июля 1993 г., № 290/93 — 1 сентября 1997 г., № 928/97)
- Волковецкий, Степан Васильевич (27 марта 1998 г., № 231/98 — 18 июня 2003 г., № 538/2003)
- Спис, Николай Михайлович (18 августа 2003 г., № 858/2003 — 10 июня 2009 г., № 427/2009)
- Цыбенко, Василий Григорьевич (10 июня 2009 г., № 428/2009 — 18 июня 2015 г., № 343/2015)
- Долгов, Игорь Алексеевич (3 февраля 2017 г., № 25/2017 — 24 июня 2022 г., № 440/2022)

### Израиль
Государство Израиль
- Щербак, Юрий Николаевич (24 июля 1992 г., № 391/92 — 22 октября 1994 г., № 632/94)
- Майданник, Александр Иванович (19 января 1996 г., № 72/96 — 3 января 1998 г., № 3/98)
- Марков, Дмитрий Ефимович (17 марта 1998 г., № 196/98 — 12 июля 2002 г., № 635/2002)
- Слипченко, Александр Сергеевич (14 ноября 2002 г., № 1029/2002 — 24 июля 2004 г., № 849/2004)
- Тимофеев, Игорь Владимирович (3 ноября 2005 г., № 1541/2005 — 11 мая 2010 г., № 595/2010)
- Надоленко, Геннадий Алексеевич (29 июня 2010 г., № 742/2010 — 10 сентября 2020 г., № 384/2020)
- Корнийчук, Евгений Владимирович (с 10 сентября 2020 г., № 385/2020)

### Индия
Республика Индия
- Ходоровский, Георгий Иванович (13 июля 1992 г., № 373/92 — 2 июля 1998 г., № 724/98)
- Адомайтис, Валентин Владимирович (2 июля 1998 г., № 725/98 — 1 августа 2000 г., № 941/2000)
- Семенец, Олег Евгеньевич (2 марта 2001 г., № 128/2001 — 10 апреля 2006 г., № 296/2006)
- Полиха, Игорь Зиновьевич (7 февраля 2007 г., № 90/2007 — 5 февраля 2010 г., № 109/2010; 24 ноября 2015 г., № 660/2015 — 9 июля 2022 г., № 483/2022)
- Шевченко, Александр Дмитриевич (16 июля 2010 г., № 773/2010 — 24 ноября 2015 г., № 659/2015)
- Полищук, Александр Николаевич (с 20 июня 2023 г., № 339/2023)

### Индонезия
Республика Индонезия
- Литвин, Игорь Антонович (13 января 1997 г., № 14/97 — 2 августа 1999 г., № 936/99)
- Примаченко, Вадим Викторович (20 октября 2004 г., № 1285/2004 — 12 марта 2007 г., № 192/2007)
- Пахиль, Владимир Александрович (29 февраля 2012 г., № 161/2012 — 15 июня 2020 г., № 223/2020)
- Гамянин, Василий Иванович (30 июля 2021 г., № 335/2021 — 21 декабря 2024 г., № 867/2024)

### Иордания
Хашимитское Королевство Иордания — Иорданское Хашимитское Королевство (до 2001 г. послом по совместительству назначался посол в Сирии)
- Микитенко, Евгений Олегович (27 октября 1997 г., № 1200/97 — 20 октября 2001 г., № 1000/2001)
- Нагайчук, Виктор Иванович (4 марта 2003 г., № 193/2003 — 27 июня 2006 г., № 585/2006)
- Дяченко, Игорь Александрович (7 марта 2007 г., № 185/2007 — 28 ноября 2007 г., № 1160/2007)
- Малько, Юрий Феодосьевич (7 мая 2008 г., № 423/2008 — 12 мая 2010 г., № 609/2010)
- Пасько, Сергей Алексеевич (15 июня 2010 г., № 691/2010 — 19 июля 2019 г., № 530/2019)
- Щербатюк, Мирослава Дмитриевна (с 18 декабря 2019 г., № 915/2019)

### Ирак
Республика Ирак
- Олейник, Анатолий Тимофеевич (25 августа 2004 г., № 997/2004 — 3 ноября 2005 г., № 1537/2005)
- Дяченко, Игорь Александрович (20 апреля 2006 г., № 324/2006 — 7 марта 2007 г., № 184/2007)
- Маринец, Анатолий Петрович (28 декабря 2012 г., № 763/2012 — 5 октября 2016 г., № 432/2016)
- Недопас, Виктор Юрьевич (16 февраля 2017 г., № 40/2017 — 6 апреля 2021 г., № 144/2021)
- Довганич, Иван Иванович (с 21 июня 2024 г., № 368/2024)

### Иран
Исламская Республика Иран
- Майдан, Иван Григорьевич (16 октября 1993 г., № 467/93 — 28 октября 1996 г., № 1004/96)
- Бутяга, Владимир Иванович (14 мая 1997 г., № 431/97 — 5 апреля 2000 г., № 562/2000; 26 ноября 2003 г., № 1345/2003 — 9 июня 2006 г., № 494/2006)
- Морозов, Константин Петрович (5 апреля 2000 г., № 563/2000 — 15 июня 2001 г., № 442/2001)
- Примаченко, Вадим Викторович (18 февраля 2002 г., № 144/2002 — 12 июля 2003 г., № 596/2003)
- Логинов, Игорь Борисович (20 декабря 2006 г., № 1105/2006 — 5 февраля 2010 г., № 110/2010)
- Самарский, Александр Сергеевич (8 сентября 2010 г., № 896/2010 — 10 апреля 2014 г., № 394/2014)
- Бурдыляк, Сергей Анатольевич (8 декабря 2015 г., № 685/2015 — 24 июня 2022 г., № 439/2022)

### Йемен
Йеменская Республика (послами по совместительству назначались — в 1996—1998 гг. посол в ОАЭ, в 2001—2002 гг. посол в Индии, с 2002 г. посол в Саудовской Аравии)
- Семенец, Олег Евгеньевич (31 мая 1996 г., № 389/96 — 21 октября 2002 г., № 933/2002)
- Гурьянов, Леонид Николаевич (21 октября 2002 г., № 934/2002 — 28 января 2009 г., № 48/2009)
- Вахрушев, Вадим Владимирович (27 февраля 2019 г., № 44/2019 — 6 апреля 2021 г., № 147/2021)

### Казахстан
Республика Казахстан
- Богатырь, Виктор Васильевич (30 июля 1993 г., № 291/93 — 11 декабря 1999 г., № 1548/99)
- Карташов, Евгений Григорьевич (26 января 2000 г., № 97/2000 — 28 марта 2001 г., № 217/2001)
- Цыбенко, Василий Григорьевич (30 августа 2001 г., № 759/2001 — 18 августа 2005 г., № 1182/2005)
- Селивон, Николай Федосович (10 мая 2006 г., № 366/2006 — 29 июня 2010 г., № 738/2010)
- Дёмин, Олег Алексеевич (2 августа 2010 г., № 794/2010 — 18 июля 2013 г., № 384/2013)
- Кулеба, Иван Дмитриевич (17 мая 2018 г., № 129/2018 — 24 декабря 2019 г., № 940/2019)
- Врублевский, Пётр Юрьевич (10 сентября 2020 г., № 386/2020 — 18 октября 2022 г., № 723/2022)
- Майко, Виктор Анатольевич (с 7 апреля 2025 г., № 214/2025)

### Камбоджа
Королевство Камбоджа (послами по совместительству назначаются послы во Вьетнаме)
- Белодед, Ростислав Митрофанович (2 июня 2000 г., № 758/2000 — 7 апреля 2003 г., № 309/2003)
- Султанский, Павел Александрович (24 апреля 2007 г., № 341/2007 — 9 июня 2008 г., № 528/2008)
- Довганич, Иван Иванович (3 июня 2009 г., № 393/2009 — 5 февраля 2010 г., № 111/2010)
- Шовкопляс, Алексей Владимирович (25 января 2012 г., № 39/2012 — 19 июля 2019 г., № 535/2019)
- Гаман, Александр Витальевич (с 28 апреля 2023 г., № 241/2023)

### Катар
Государство Катар (до 2012 г. послами по совместительству назначались послы в ОАЭ)
- Тимофеев, Игорь Владимирович (25 апреля 2002 г., № 388/2002 — 25 декабря 2003 г., № 1512/2003)
- Микитенко, Евгений Олегович (12 октября 2004 г., № 1220/2004 — 10 мая 2006 г., № 363/2006; 28 декабря 2012 г., № 761/2012 — 27 февраля 2019 г., № 43/2019)
- Пасько, Сергей Алексеевич (30 января 2008 г., № 69/2008 — 30 января 2009 г., № 56/2009)
- Полурез, Юрий Владимирович (27 апреля 2011 г., № 507/2011 — 28 декабря 2012 г., № 760/2012)
- Кузьменко, Андрей Михайлович (с 18 декабря 2019 г., № 914/2019)

### Республика Кипр
Республика Кипр (до 2002 г. послом по совместительству назначался посол в Израиле)
- Марков, Дмитрий Ефимович (23 февраля 1999 г., № 194/99 — 12 июля 2002 г., № 635/2002)
- Гуменюк, Борис Иванович (29 сентября 2003 г., № 1106/2003 — 8 февраля 2007 г., № 100/2007; 21 февраля 2012 г., № 133/2012 — 19 июля 2019 г., № 534/2019)
- Демьянюк, Александр Павлович (28 ноября 2007 г., № 1161/2007 — 17 февраля 2012 г., № 106/2012)
- Нимчинский, Руслан Михайлович (с 12 августа 2020 г., № 317/2020)

### Китай
Китайская Народная Республика
- Плюшко, Анатолий Дмитриевич (19 декабря 1992 г, № 612/92 — 22 августа 1998 г., № 912/98)
- Литвин, Игорь Антонович (2 августа 1999 г., № 938/99 — 24 октября 2001 г., № 1014/2001)
- Резник, Михаил Борисович (24 октября 2001 г., № 1015/2001 — 10 ноября 2003 г., № 1280/2003)
- Камышев, Сергей Алексеевич (19 марта 2004 г., № 342/2004 — 3 июня 2009 г., № 396/2009; 18 декабря 2019 г., № 912/2019 — умер 14 февраля 2021 г.)
- Костенко, Юрий Васильевич (3 июня 2009 г., № 397/2009 — 12 сентября 2012 г., № 542/2012)
- Дёмин, Олег Алексеевич (18 июля 2013 г., № 385/2013 — 17 мая 2019 г., № 241/2019)
- Рябикин, Павел Борисович (26 апреля 2023 г., № 239/2023 — 21 декабря 2024 г., № 868/2024)
- Нечитайло, Александр Вячеславович (с 7 апреля 2025 г., № 217/2025)

### КНДР
Корейская Народно-Демократическая Республика (послом по совместительству назначался посол в Китае)
- Литвин, Игорь Антонович (2 июня 2000 г., № 757/2000 — 24 октября 2001 г., № 1014/2001)

### Южная Корея
Республика Корея
- Резник, Михаил Борисович (3 сентября 1997 г., № 948/97 — 24 октября 2001 г., № 1013/2001)
- Фуркал, Владимир Васильевич (12 ноября 2001 г., № 1065/2001 — 7 марта 2005 г., № 444/2005)
- Мушка, Юрий Юрьевич (10 мая 2006 г., № 362/2006 — 18 сентября 2008 г., № 841/2008)
- Белашов, Владимир Евгеньевич (18 сентября 2008 г., № 842/2008 — 30 мая 2011 г., № 619/2011)
- Мармазов, Василий Евгеньевич (1 сентября 2011 г., № 895/2011 — 23 января 2017 г., № 14/2017)
- Горин, Александр Олегович (6 июня 2017 г., № 154/2017 — 10 сентября 2020 г., № 383/2020)
- Пономаренко, Дмитрий Георгиевич (с 15 ноября 2021 г., № 575/2021)

### Кувейт
Государство Кувейт
- Бурмаков, Анатолий Иванович (14 ноября 2002 г., № 1028/2002 — 28 апреля 2005 г., № 723/2005)
- Толкач, Владимир Сергеевич (2 августа 2010 г., № 796/2010 — 7 февраля 2019 г., № 31/2019)
- Балануца, Александр Александрович (21 марта 2019 г., № 84/2019 — 30 апреля 2024 г., № 251/2024)

### Кыргызстан
Республика Кыргызстан — Кыргызская Республика (до 1999 г. послом по совместительству назначался посол в Казахстане)
- Богатырь, Виктор Васильевич (14 марта 1995 г., № 211/95 — 11 декабря 1999 г., № 1548/99)
- Шаповал, Пётр Дмитриевич (30 ноября 2000 г., № 1270/2000 — 7 июля 2003 г., № 578/2003)
- Божко, Александр Иванович (31 декабря 2004 г., № 1593/2004 — 21 июня 2005 г., № 996/2005)
- Тягло, Владимир Николаевич (21 июня 2005 г., № 992/2005 — 18 января 2008 г., № 35/2008)
- Соловей, Владимир Васильевич (28 января 2008 г., № 51/2008 — 25 января 2014 г., № 46/2014)
- Нефедов, Александр Степанович (25 января 2014 г., № 48/2014 — 19 марта 2014 г., № 319/2014)
- Дорошенко, Николай Петрович (2 июня 2015 г., № 307/2015 — 26 апреля 2017 г., № 117/2017) — участвовал в саммите глав государств СНГ.
- Жовтенко, Валерий Тимофеевич (с 30 августа 2018 г., № 264/2018)

### Лаос
Лаосская Народно-Демократическая Республика (послами по совместительству назначались — до 2003 г. посол во Вьетнаме, с 2004 г. послы в Таиланде)
- Белодед, Ростислав Митрофанович (2 июня 2000 г., № 758/2000 — 7 апреля 2003 г., № 309/2003)
- Гуменный, Игорь Владимирович (16 ноября 2004 г., № 1409/2004 — 25 февраля 2008 г., № 158/2008)
- Чучук, Маркиян Евгеньевич (10 августа 2009 г., № 607/2009 — 31 марта 2014 г., № 354/2014)
- Бешта, Андрей Петрович (16 февраля 2017 г., № 38/2017 — 6 апреля 2021 г., № 145/2021)

### Ливан
Ливанская Республика
- Рылач, Валерий Александрович (18 февраля 2002 г., № 145/2002 — 26 июля 2005 г., № 1126/2005)
- Захарчук, Борис Иванович (30 марта 2006 г., № 268/2006 — 3 июня 2009 г., № 394/2009)
- Коваль, Владимир Александрович (3 июня 2009 г., № 395/2009 — 31 марта 2014 г., № 357/2014)
- Осташ, Игорь Иванович (23 августа 2016 г., № 351/2016 — 24 июня 2022 г., № 443/2022)
- Горяйнов, Роман Вячеславович (с 7 апреля 2025 г., № 210/2025)

### Малайзия
Малайзия (послами по совместительству назначались — до 1999 г. посол в Индонезии, в 2000—2002 гг. посол во Вьетнаме)
- Литвин, Игорь Антонович (3 апреля 1998 г., № 249/98 — 2 августа 1999 г., № 936/99)
- Белодед, Ростислав Митрофанович (7 июля 2000 г., № 857/2000 — 8 июля 2002 г., № 623/2002)
- Шевченко, Александр Дмитриевич (19 марта 2004 г., № 344/2004 — 4 июня 2009 г., № 414/2009)
- Лоссовский, Игорь Евгеньевич (4 июня 2009 г., № 415/2009 — 5 февраля 2010 г., № 112/2010)
- Гуменный, Игорь Владимирович (25 августа 2010 г., № 867/2010 — 19 декабря 2015 г., № 714/2015)
- Нечитайло, Александр Вячеславович (18 июня 2016 г., № 262/2016 — 4 мая 2022 г., № 297/2022)

### Мальдивы
Республика Мальдивы (послами по совместительству назначались послы в Индии)
- Полиха, Игорь Зиновьевич (13 сентября 2007 г., № 856/2007 — 5 февраля 2010 г., № 109/2010; 12 мая 2016 г., № 208/2016 — 9 июля 2022 г., № 483/2022)
- Шевченко, Александр Дмитриевич (16 июня 2011 г., № 670/2011 — 24 ноября 2015 г., № 659/2015)

### Монголия
Монголия (послами по совместительству назначаются — до 2012 г. послы в Китае, с 2022 г. посол в Южной Кореи)
- Литвин, Игорь Антонович (2 июня 2000 г., № 757/2000 — 24 октября 2001 г., № 1014/2001)
- Резник, Михаил Борисович (11 июня 2002 г., № 531/2002 — 10 ноября 2003 г., № 1280/2003)
- Камышев, Сергей Алексеевич (2 ноября 2004 г., № 1337/2004 — 3 июня 2009 г., № 396/2009)
- Костенко, Юрий Васильевич (21 декабря 2009 г., № 1084/2009 — 12 сентября 2012 г., № 542/2012)
- Пономаренко, Дмитрий Георгиевич (с 23 сентября 2022 г., № 663/2022)

### Мьянма
Союз Мьянма (послами по совместительству назначаются — до 2003 г. посол во Вьетнаме, с 2005 г. послы в Таиланде)
- Белодед, Ростислав Митрофанович (2 июня 2000 г., № 758/2000 — 7 апреля 2003 г., № 309/2003)
- Гуменный, Игорь Владимирович (15 февраля 2005 г., № 271/2005 — 25 февраля 2008 г., № 158/2008)
- Чучук, Маркиян Евгеньевич (13 октября 2009 г., № 820/2009 — 31 марта 2014 г., № 354/2014)
- Бешта, Андрей Петрович (19 августа 2017 г., № 222/2017 — 6 апреля 2021 г., № 145/2021)

### Непал
Королевство Непал — Федеративная Демократическая Республика Непал (послами по совместительству назначались послы в Индии)
- Адомайтис, Валентин Владимирович (20 октября 1998 г., № 1154/98 — 1 августа 2000 г., № 941/2000)
- Семенец, Олег Евгеньевич (15 мая 2002 г., № 463/2002 — 10 апреля 2006 г., № 296/2006)
- Полиха, Игорь Зиновьевич (5 февраля 2008 г., № 92/2008 — 5 февраля 2010 г., № 109/2010; 15 июня 2016 г., № 255/2016 — 9 июля 2022 г., № 483/2022)
- Шевченко, Александр Дмитриевич (16 июня 2011 г., № 670/2011 — 24 ноября 2015 г., № 659/2015)

### ОАЭ
Объединённые Арабские Эмираты
- Семенец, Олег Евгеньевич (16 марта 1995 г., № 230/95 — 27 марта 1998 г., № 226/98)
- Тимофеев, Игорь Владимирович (16 мая 2001 г., № 315/2001 — 25 декабря 2003 г., № 1512/2003)
- Микитенко, Евгений Олегович (19 марта 2004 г., № 343/2004 — 10 мая 2006 г., № 363/2006)
- Ильченко, Георгий Михайлович (26 июня 2006 г., № 576/2006 — 27 июня 2007 г., № 580/2007)
- Пасько, Сергей Алексеевич (28 июля 2007 г., № 670/2007 — 30 января 2009 г., № 56/2009)
- Полурез, Юрий Владимирович (11 октября 2010 г., № 946/2010 — 6 апреля 2021 г., № 141/2021)
- Сеник, Дмитрий Юрьевич (с 4 мая 2022 г., № 303/2022)

### Оман
Султанат Оман (послами по совместительству назначались послы в Саудовской Аравии)
- Гурьянов, Леонид Николаевич (21 октября 2002 г., № 934/2002 — 28 января 2009 г., № 48/2009)
- Колос, Пётр Михайлович (27 апреля 2010 г., № 577/2010 — 22 марта 2014 г., № 331/2014)
- Вахрушев, Вадим Владимирович (19 октября 2015 г., № 593/2015 — 6 апреля 2021 г., № 147/2021)

### Пакистан
Исламская Республика Пакистан
- Пономаренко, Владимир Степанович (6 июня 2002 г., № 516/2002 — 13 апреля 2004 г., № 424/2004)
- Полиха, Игорь Зиновьевич (25 августа 2004 г., № 994/2004 — 7 февраля 2007 г., № 88/2007)
- Пасько, Игорь Сергеевич (7 февраля 2007 г., № 89/2007 — умер 6 июня 2011 г.)
- Лакомов, Владимир Иванович (25 января 2012 г., № 40/2012 — 17 апреля 2020 г., № 148/2020)
- Чучук, Маркиян Евгеньевич (с 17 апреля 2020 г., № 149/2020)

### Саудовская Аравия
Королевство Саудовская Аравия
- Микитенко, Евгений Олегович (17 апреля 1996 г., № 271/96 — 20 декабря 1999 г., № 1599/99)
- Гурьянов, Леонид Николаевич (25 апреля 2002 г., № 380/2002 — 28 января 2009 г., № 48/2009)
- Колос, Пётр Михайлович (4 июня 2009 г., № 417/2009 — 22 марта 2014 г., № 331/2014)
- Вахрушев, Вадим Владимирович (13 октября 2014 г., № 784/2014 — 6 апреля 2021 г., № 147/2021)
- Петренко, Анатолий Григорьевич (с 21 января 2022 г., № 15/2022)

### Сингапур
Республика Сингапур (послами по совместительству назначались — до 1999 г. посол в Индонезии, в 2000—2002 гг. посол во Вьетнаме)
- Литвин, Игорь Антонович (27 марта 1998 г., № 232/98 — 2 августа 1999 г., № 936/99)
- Белодед, Ростислав Митрофанович (2 июня 2000 г., № 758/2000 — 18 сентября 2002 г., № 835/2002)
- Горин, Александр Олегович (1 октября 2002 г., № 893/2002 — 29 мая 2006 г., № 445/2006)
- Маштабей, Виктор Яковлевич (29 мая 2006 г., № 446/2006 — 21 июля 2009 г., № 558/2009)
- Султанский, Павел Александрович (30 июля 2010 г., № 790/2010 — 24 ноября 2015 г., № 661/2015)
- Сеник, Дмитрий Юрьевич (28 ноября 2015 г., № 667/2015 — 22 июня 2020 г., № 244/2020)
- Зеленко, Екатерина Михайловна (с 13 ноября 2020 г., № 498/2020)

### Сирия
Сирийская Арабская Республика
- Микитенко, Евгений Олегович (20 декабря 1999 г., № 1600/99 — 20 октября 2001 г., № 1000/2001)
- Коваль, Владимир Александрович (14 февраля 2002 г., № 124/2002 — 11 декабря 2006 г., № 1061/2006)
- Семенец, Олег Евгеньевич (17 июня 2008 г., № 545/2008 — 1 августа 2011 г., № 791/2011)

### Таджикистан
Республика Таджикистан (до 2010 г. послами по совместительству назначались послы в Узбекистане)
- Сметанин, Владимир Ильич (17 июня 1995 г., № 457/95 — 13 июля 1999 г., № 823/99)
- Касьяненко, Анатолий Иванович (2 марта 2000 г., № 324/2000 — 18 августа 2005 г., № 1181/2005)
- Похвальский, Вячеслав Владимирович (28 июля 2007 г., № 671/2007 — 15 июня 2010 г., № 690/2010)
- Никитюк, Виктор Олегович (30 августа 2012 г., № 523/2012 — 18 октября 2018 г., № 336/2018)
- Серватюк, Василий Николаевич (16 мая 2019 г., № 233/2019 — 6 октября 2021 г., № 512/2021)
- Евдокимов, Валерий Владимирович (с 24 июня 2022 г., № 444/2022)

### Таиланд
Королевство Таиланд (послами по совместительству назначались — до 1999 г. посол в Индонезии, в 2000—2002 гг. посол во Вьетнаме)
- Литвин, Игорь Антонович (19 мая 1998 г., № 484/98 — 2 августа 1999 г., № 936/99)
- Белодед, Ростислав Митрофанович (14 ноября 2000 г., № 1225/2000 — 23 сентября 2002 г., № 853/2002)
- Гуменный, Игорь Владимирович (5 марта 2004 г., № 272/2004 — 25 февраля 2008 г., № 158/2008)
- Чучук, Маркиян Евгеньевич (3 июня 2008 г., № 509/2008 — 31 марта 2014 г., № 354/2014)
- Бешта, Андрей Петрович (24 ноября 2015 г., № 662/2015 — 6 апреля 2021 г., № 145/2021)

### Тимор
Демократическая Республика Тимор-Лешти (послами по совместительству назначались послы в Малайзии)
- Шевченко, Александр Дмитриевич (17 мая 2005 г., № 812/2005 — 18 июля 2009 г., № 555/2009)
- Гуменный, Игорь Владимирович (1 сентября 2011 г., № 896/2011 — 19 декабря 2015 г., № 714/2015)
- Нечитайло, Александр Вячеславович (25 октября 2019 г., № 769/2019 — 4 мая 2022 г., № 297/2022)

### Туркменистан
Туркменистан
- Чупрун, Вадим Прокофьевич (12 января 1995 г., № 33/95 — 11 декабря 1999 г., № 1547/99; 27 августа 2002 г., № 775/2002 — 9 июля 2004 г., № 768/2004)
- Майко, Виктор Анатольевич (10 марта 2005 г., № 456/2005 — 11 мая 2010 г., № 596/2010; 30 декабря 2020 г., № 610/2020 — 7 апреля 2025 г., № 208/2025)
- Шевелев, Валентин Николаевич (2 июля 2010 г., № 750/2010 — 19 июля 2019 г., № 533/2019)

### Турция
Турецкая Республика
- Турянский, Игорь Мефодьевич (24 июля 1992 г., № 393/92 — 10 сентября 1997 г., № 974/97)
- Моцик, Александр Фёдорович (8 октября 1997 г., № 1136/97 — 7 ноября 2001 г., № 1051/2001)
- Долгов, Игорь Алексеевич (25 января 2002 г., № 70/2002 — 30 августа 2004 г., № 1018/2004)
- Мищенко, Александр Павлович (22 августа 2005 г., № 1184/2005 — 29 июля 2008 г., № 683/2008)
- Корсунский, Сергей Владимирович (29 июля 2008 г., № 684/2008 — 18 июня 2016 г., № 267/2016)
- Сибига, Андрей Иванович (22 августа 2016 г., № 346/2016 — 19 мая 2021 г., № 200/2021)
- Боднар, Василий Миронович (30 июля 2021 г., № 336/2021 — 25 октября 2024 г., № 738/2024)

### Узбекистан
Республика Узбекистан
- Сметанин, Владимир Ильич (27 апреля 1993 г., № 148/93 — 13 июля 1999 г., № 823/99)
- Касьяненко, Анатолий Иванович (10 января 2000 г., № 8/2000 — 18 августа 2005 г., № 1181/2005)
- Похвальский, Вячеслав Владимирович (9 июня 2006 г., № 496/2006 — 15 июня 2010 г., № 690/2010)
- Савченко, Юрий Васильевич (22 декабря 2010 г., № 1160/2010 — 12 марта 2019 г., № 70/2019)
- Дорошенко, Николай Петрович (с 14 апреля 2020 г., № 145/2020)

### Филиппины
Республика Филиппины (послами по совместительству назначались — до 1999 г. посол в Индонезии, в 2000—2003 гг. посол во Вьетнаме, в 2004—2013 гг. послы в Японии, в 2017—2022 гг. посол в Малайзии)
- Литвин, Игорь Антонович (9 декабря 1997 г., № 1343/97 — 2 августа 1999 г., № 936/99)
- Белодед, Ростислав Митрофанович (2 июня 2000 г., № 758/2000 — 7 апреля 2003 г., № 309/2003)
- Костенко, Юрий Васильевич (21 декабря 2004 г., № 1511/2004 — 24 марта 2006 г., № 262/2006)
- Кулинич, Николай Андреевич (2 октября 2007 г., № 938/2007 — 29 января 2013 г., № 45/2013)
- Нечитайло, Александр Вячеславович (1 сентября 2017 г., № 257/2017 — 4 мая 2022 г., № 297/2022)
- Федив, Юлия Александровна (с 21 декабря 2024 г., № 874/2024)

### Шри-Ланка
Демократическая Социалистическая Республика Шри-Ланка (послами по совместительству назначались послы в Индии)
- Адомайтис, Валентин Владимирович (23 февраля 1999 г., № 195/99 — 1 августа 2000 г., № 941/2000)
- Семенец, Олег Евгеньевич (6 июня 2002 г., № 515/2002 — 10 апреля 2006 г., № 296/2006)
- Полиха, Игорь Зиновьевич (1 октября 2007 г., № 936/2007 — 5 февраля 2010 г., № 109/2010; 18 июня 2016 г., № 263/2016 — 9 июля 2022 г., № 483/2022)
- Шевченко, Александр Дмитриевич (6 июня 2011 г., № 646/2011 — 24 ноября 2015 г., № 659/2015)

### Япония
Япония
- Дашкевич, Михаил Павлович (3 января 1995 г., № 10/95 — 21 октября 1999 г., № 1359/99)
- Костенко, Юрий Васильевич (25 января 2001 г., № 45/2001 — 24 марта 2006 г., № 262/2006)
- Макуха, Владимир Алексеевич (10 мая 2006 г., № 365/2006 — 18 августа 2006 г., № 690/2006)
- Кулинич, Николай Андреевич (22 ноября 2006 г., № 992/2006 — 29 января 2013 г., № 45/2013)
- Харченко, Игорь Юрьевич (29 января 2013 г., № 46/2013 — 14 апреля 2020 г., № 141/2020)
- Корсунский, Сергей Владимирович (14 апреля 2020 г., № 142/2020 — 21 декабря 2024 г., № 866/2024)

## Америка

### Антигуа и Барбуда
Антигуа и Барбуда (послами по совместительству назначаются послы в США)
- Грищенко, Константин Иванович (24 сентября 2001 г., № 888/2001 — 2 сентября 2003 г., № 955/2003)
- Резник, Михаил Борисович (5 июля 2004 г., № 743/2004 — 21 июня 2005 г., № 986/2005)
- Шамшур, Олег Владиславович (30 марта 2006 г., № 269/2006 — 12 мая 2010 г., № 613/2010)
- Моцик, Александр Фёдорович (15 ноября 2010 г., № 1033/2010 — 14 апреля 2015 г., № 216/2015)
- Чалый, Валерий Алексеевич (24 ноября 2015 г., № 658/2015 — 19 июля 2019 г., № 540/2019)
- Ельченко, Владимир Юрьевич (20 июля 2020 г., № 288/2020 — 25 февраля 2021 г., № 74/2021)
- Маркарова, Оксана Сергеевна (с 5 июля 2023 г., № 370/2023)

### Аргентина
Аргентинская Республика
- Пащук, Виктор Викторович (1994 г. — 9 марта 2000 г., № 406/2000)
- Майданник, Александр Иванович (15 января 2001 г., № 15/2001 — 25 декабря 2003 г., № 1493/2003)
- Никоненко, Александр Николаевич (11 февраля 2004 г., № 184/2004 — 18 февраля 2008 г., № 138/2008)
- Тараненко, Александр Сергеевич (23 апреля 2008 г., № 388/2008 — 29 января 2013 г., № 47/2013)
- Дюдин, Юрий Алексеевич (25 сентября 2013 г., № 527/2013 — 19 июля 2019 г., № 531/2019)
- Клименко, Юрий Аркадьевич (с 26 декабря 2022 г., № 888/2022)

### Багамские острова
Содружество Багамских островов (послами по совместительству назначались постоянные представители при ООН)
- Сергеев, Юрий Анатольевич (17 июня 2008 г., № 546/2008 — 9 декабря 2015 г., № 688/2015)
- Кислица, Сергей Олегович (17 июня 2021 г., № 255/2021 — 21 декабря 2024 г., № 870/2024)

### Белиз
Белиз (послами по совместительству назначаются послы в Мексике)
- Спирин, Руслан Николаевич (29 октября 2014 г., № 834/2014 — 12 августа 2020 г., № 315/2020)
- Драмарецкая, Оксана Валерьевна (с 6 октября 2021 г., № 518/2021)

### Боливия
Республика Боливия — Многонациональное Государство Боливия (послами по совместительству назначались послы в Бразилии)
- Никоненко, Александр Николаевич (11 июля 1997 г., № 631/97 — 9 марта 2000 г., № 407/2000)
- Богаевский, Юрий Вадимович (6 июня 2002 г., № 514/2002 — 14 июня 2006 г., № 514/2006)
- Лакомов, Владимир Иванович (12 мая 2009 г., № 301/2009 — 12 мая 2010 г., № 608/2010)

### Бразилия
Федеративная Республика Бразилия
- Никоненко, Александр Николаевич (2 апреля 1996 г., № 232/96 — 9 марта 2000 г., № 407/2000)
- Богаевский, Юрий Вадимович (2 августа 2001 г., № 588/2001 — 14 июня 2006 г., № 514/2006)
- Лакомов, Владимир Иванович (16 апреля 2007 г., № 304/2007 — 12 мая 2010 г., № 608/2010)
- Грушко, Игорь Олегович (4 июня 2010 г., № 671/2010 — 24 марта 2012 г., № 213/2012)
- Троненко, Ростислав Владимирович (24 марта 2012 г., № 214/2012 — 6 октября 2021 г., № 511/2021)
- Мельник, Андрей Ярославович (20 июня 2023 г., № 341/2023 — 7 апреля 2025 г., № 207/2025)

### Венесуэла
Республика Венесуэла — Боливарианская Республика Венесуэла (послами по совместительству назначались — до 2006 г. послы в Бразилии, в 2010—2013 гг. посол на Кубе)
- Никоненко, Александр Николаевич (11 июля 1997 г., № 631/97 — 9 марта 2000 г., № 407/2000)
- Богаевский, Юрий Вадимович (6 июня 2002 г., № 514/2002 — 14 июня 2006 г., № 514/2006)
- Саенко, Татьяна Григорьевна (15 ноября 2010 г., № 1034/2010 — умерла 7 января 2013 г.)

### Гайана
Кооперативная Республика Гайана (послами по совместительству назначались послы в Бразилии)
- Богаевский, Юрий Вадимович (6 мая 2006 г., № 344/2006 — 14 июня 2006 г., № 514/2006)
- Лакомов, Владимир Иванович (16 февраля 2009 г., № 93/2009 — 12 мая 2010 г., № 608/2010)

### Гватемала
Республика Гватемала (послами по совместительству назначаются послы в Мексике)
- Тараненко, Александр Сергеевич (12 октября 2004 г., № 1216/2004 — 14 июня 2006 г., № 518/2006)
- Бранашко, Алексей Васильевич (26 декабря 2008 г., № 1206/2008 — 25 января 2012 г., № 37/2012)
- Спирин, Руслан Николаевич (6 декабря 2013 г., № 676/2013 — 12 августа 2020 г., № 315/2020)
- Драмарецкая, Оксана Валерьевна (с 6 октября 2021 г., № 519/2021)

### Доминиканская Республика
Доминиканская Республика (послами по совместительству назначались послы на Кубе)
- Пащук, Виктор Викторович (23 сентября 2002 г., № 854/2002 — умер 6 апреля 2005 г.)
- Гнедых, Александр Иванович (2 июня 2006 г., № 468/2006 — 6 августа 2008 г., № 691/2008)
- Саенко, Татьяна Григорьевна (11 октября 2010 г., № 947/2010 — умерла 7 января 2013 г.)

### Канада
Канада
- Лукьяненко, Левко Григорьевич (14 мая 1992 г., № 294 — 15 октября 1993 г., № 461/93)
- Батюк, Виктор Гаврилович (13 декабря 1993 г., № 584/93 — 17 января 1996 г., № 61/96)
- Фуркал, Владимир Васильевич (24 января 1996 г., № 85/96 — 15 октября 1998 г., № 1141/98)
- Хандогий, Владимир Дмитриевич (22 октября 1998 г., № 1174/98 — 11 декабря 1999 г., № 1546/99)
- Щербак, Юрий Николаевич (9 марта 2000 г., № 409/2000 — 7 апреля 2003 г., № 310/2003)
- Маймескул, Николай Иванович (20 марта 2004 г., № 347/2004 — 7 февраля 2006 г., № 113/2006)
- Осташ, Игорь Иванович (11 сентября 2006 г., № 748/2006 — 16 июня 2011 г., № 669/2011)
- Пристайко, Вадим Владимирович (8 ноября 2012 г., № 630/2012 — 29 октября 2014 г., № 833/2014)
- Шевченко, Андрей Витальевич (22 сентября 2015 г., № 552/2015 — 25 августа 2021 г., № 444/2021)
- Ковалив, Юлия Игоревна (с 9 марта 2022 г., № 119/2022)

### Колумбия
Республика Колумбия (послами по совместительству назначаются послы в Перу)
- Грушко, Игорь Олегович (25 августа 2004 г., № 995/2004 — 14 июня 2006 г., № 515/2006)
- Полюхович, Юрий Юрьевич (с 20 июня 2023 г., № 340/2023)

### Коста-Рика
Республика Коста-Рика (послами по совместительству назначаются послы в Мексике)
- Тараненко, Александр Сергеевич (6 мая 2006 г., № 348/2006 — 14 июня 2006 г., № 518/2006)
- Бранашко, Алексей Васильевич (26 декабря 2008 г., № 1206/2008 — 25 января 2012 г., № 37/2012)
- Спирин, Руслан Николаевич (18 октября 2013 г., № 573/2013 — 12 августа 2020 г., № 315/2020)
- Драмарецкая, Оксана Валерьевна (с 6 октября 2021 г., № 520/2021)

### Куба
Республика Куба
- Тараненко, Александр Сергеевич (9 февраля 1995 г., № 112/95 — 4 февраля 1997 г., № 99/97)
- Свинарчук, Евгений Григорьевич (8 октября 1997 г., № 1137/97 — 1 августа 2000 г., № 942/2000)
- Пащук, Виктор Викторович (5 октября 2001 г., № 939/2001 — умер 6 апреля 2005 г.)
- Гнедых, Александр Иванович (3 ноября 2005 г., № 1539/2005 — 6 августа 2008 г., № 691/2008)
- Саенко, Татьяна Григорьевна (4 июня 2009 г., № 416/2009 — умерла 7 января 2013 г.)
- Божко, Александр Фёдорович (6 декабря 2013 г., № 674/2013 — 28 апреля 2014 г., № 440/2014)
- Костюк, Ирина Константиновна (с 4 мая 2022 г., № 299/2022)

### Мексика
Мексиканские Соединённые Штаты (до 1998 г. послом по совместительству назначался посол в США)
- Щербак, Юрий Николаевич (27 февраля 1997 г., № 183/97 — 18 ноября 1998 г., № 1272/98)
- Тараненко, Александр Сергеевич (12 января 2004 г., № 30/2004 — 14 июня 2006 г., № 518/2006)
- Бранашко, Алексей Васильевич (13 сентября 2007 г., № 853/2007 — 25 января 2012 г., № 37/2012)
- Спирин, Руслан Николаевич (25 января 2012 г., № 38/2012 — 12 августа 2020 г., № 315/2020)
- Драмарецкая, Оксана Валерьевна (с 12 августа 2020 г., № 316/2020)

### Панама
Республика Панама (послами по совместительству назначаются послы в Мексике)
- Тараненко, Александр Сергеевич (12 октября 2004 г., № 1216/2004 — 14 июня 2006 г., № 518/2006)
- Бранашко, Алексей Васильевич (26 декабря 2008 г., № 1206/2008 — 25 января 2012 г., № 37/2012)
- Спирин, Руслан Николаевич (22 января 2014 г., № 34/2014 — 12 августа 2020 г., № 315/2020)
- Драмарецкая, Оксана Валерьевна (с 6 октября 2021 г., № 517/2021)

### Парагвай
Республика Парагвай (послами по совместительству назначаются послы в Аргентине)
- Пащук, Виктор Викторович (11 июля 1997 г., № 632/97 — 9 марта 2000 г., № 406/2000)
- Майданник, Александр Иванович (20 июля 2001 г., № 537/2001 — 25 декабря 2003 г., № 1493/2003)
- Никоненко, Александр Николаевич (19 мая 2004 г., № 558/2004 — 18 февраля 2008 г., № 138/2008)
- Тараненко, Александр Сергеевич (28 января 2009 г., № 49/2009 — 29 января 2013 г., № 47/2013)
- Дюдин, Юрий Алексеевич (7 июля 2015 г., № 401/2015 — 19 июля 2019 г., № 531/2019)
- Клименко, Юрий Аркадьевич (с 7 апреля 2025 г., № 216/2025)

### Перу
Республика Перу
- Грушко, Игорь Олегович (18 августа 2003 г., № 861/2003 — 14 июня 2006 г., № 515/2006)
- Михальчук, Александр Николаевич (29 января 2013 г., № 48/2013 — 3 февраля 2017 г., № 24/2017)
- Тумасов, Игорь Юрьевич (19 июня 2018 г., № 171/2018 — 1 сентября 2020 г., № 369/2020)
- Полюхович, Юрий Юрьевич (с 23 декабря 2022 г., № 872/2022)

### США
Соединённые Штаты Америки
- Белорус, Олег Григорьевич (6 марта 1992 г., № 133 — 12 сентября 1994 г., № 514/94)
- Щербак, Юрий Николаевич (22 октября 1994 г., № 631/94 — 18 ноября 1998 г., № 1272/98)
- Бутейко, Антон Денисович (18 ноября 1998 г., № 1274/98 — 24 декабря 1999 г., № 1613/99)
- Грищенко, Константин Иванович (28 января 2000 г., № 107/2000 — 2 сентября 2003 г., № 955/2003)
- Резник, Михаил Борисович (10 ноября 2003 г., № 1284/2003 — 21 июня 2005 г., № 986/2005)
- Шамшур, Олег Владиславович (19 декабря 2005 г., № 1798/2005 — 12 мая 2010 г., № 613/2010)
- Моцик, Александр Фёдорович (11 июня 2010 г., № 686/2010 — 14 апреля 2015 г., № 216/2015)
- Чалый, Валерий Алексеевич (10 июля 2015 г., № 409/2015 — 19 июля 2019 г., № 540/2019)
- Ельченко, Владимир Юрьевич (19 декабря 2019 г., № 911/2019 — 25 февраля 2021 г., № 74/2021)
- Маркарова, Оксана Сергеевна (с 25 февраля 2021 г., № 75/2021)

### Тринидад и Тобаго
Республика Тринидад и Тобаго (послами по совместительству назначались — до 2006 г., в 2021—2024 гг. постоянные представители при ООН, в 2011—2019 гг. послы в США)
- Кучинский, Валерий Павлович (24 марта 2003 г., № 252/2003 — 29 мая 2006 г., № 447/2006)
- Моцик, Александр Фёдорович (14 сентября 2011 г., № 914/2011 — 14 апреля 2015 г., № 216/2015)
- Чалый, Валерий Алексеевич (12 апреля 2016 г., № 135/2016 — 19 июля 2019 г., № 540/2019)
- Кислица, Сергей Олегович (17 июня 2021 г., № 254/2021 — 21 декабря 2024 г., № 870/2024)

### Уругвай
Восточная Республика Уругвай (послами по совместительству назначаются послы в Аргентине)
- Пащук, Виктор Викторович (11 июля 1997 г., № 632/97 — 9 марта 2000 г., № 406/2000)
- Майданник, Александр Иванович (20 июля 2001 г., № 537/2001 — 25 декабря 2003 г., № 1493/2003)
- Никоненко, Александр Николаевич (10 июня 2004 г., № 638/2004 — 18 февраля 2008 г., № 138/2008)
- Тараненко, Александр Сергеевич (26 декабря 2008 г., № 1205/2008 — 29 января 2013 г., № 47/2013)
- Дюдин, Юрий Алексеевич (7 июля 2015 г., № 399/2015 — 19 июля 2019 г., № 531/2019)
- Клименко, Юрий Аркадьевич (с 7 февраля 2025 г., № 78/2025)

### Чили
Республика Чили (до 2019 г. послами по совместительству назначались послы в Аргентине)
- Пащук, Виктор Викторович (6 марта 1995 г., № 174/95 — 9 марта 2000 г., № 406/2000)
- Майданник, Александр Иванович (20 июля 2001 г., № 537/2001 — 25 декабря 2003 г., № 1493/2003)
- Никоненко, Александр Николаевич (19 апреля 2004 г., № 441/2004 — 18 февраля 2008 г., № 138/2008)
- Тараненко, Александр Сергеевич (26 декабря 2008 г., № 1205/2008 — 29 января 2013 г., № 47/2013)
- Дюдин, Юрий Алексеевич (7 июля 2015 г., № 400/2015 — 19 июля 2019 г., № 531/2019; с 27 октября 2023 г., № 713/2023)

### Эквадор
Республика Эквадор (послами по совместительству назначаются — до 2006 г. послы в Бразилии, с 2006 г. послы в Перу)
- Никоненко, Александр Николаевич (11 июля 1997 г., № 631/97 — 9 марта 2000 г., № 407/2000)
- Богаевский, Юрий Вадимович (6 июня 2002 г., № 514/2002 — 3 апреля 2006 г., № 281/2006)
- Грушко, Игорь Олегович (3 апреля 2006 г., № 282/2006 — 14 июня 2006 г., № 515/2006)
- Полюхович, Юрий Юрьевич (с 5 июля 2023 г., № 369/2023)

### Ямайка
Ямайка (послами по совместительству назначались — до 2019 г. постоянные представители при ООН, с 2020 г. посол в США)
- Кучинский, Валерий Павлович (19 января 2002 г., № 53/2002 — 29 мая 2006 г., № 447/2006)
- Ельченко, Владимир Юрьевич (11 мая 2019 г., № 213/2019 — 18 декабря 2019 г., № 910/2019; 20 июля 2020 г., № 288/2020 — 25 февраля 2021 г., № 74/2021)

## Африка

### Алжир
Алжирская Народная Демократическая Республика
- Дашкевич, Михаил Павлович (21 октября 1999 г., № 1360/99 — 5 января 2004 г., № 2/2004)
- Бершеда, Евгений Романович (5 января 2004 г., № 3/2004 — 12 октября 2004 г., № 1215/2004)
- Боровик, Сергей Николаевич (12 октября 2004 г., № 1218/2004 — 15 августа 2009 г., № 614/2009)
- Кирдода, Валерий Николаевич (15 августа 2009 г., № 615/2009 — 16 мая 2014 г., № 476/2014)
- Субх, Максим Алиевич (13 июля 2018 г., № 203/2018 — 6 мая 2022 г., № 318/2022)

### Ангола
Республика Ангола (в 2013—2014 гг. послом по совместительству назначался посол в Португалии)
- Лакомов, Владимир Иванович (19 марта 2004 г., № 341/2004 — 16 апреля 2007 г., № 303/2007)
- Никоненко, Александр Николаевич (5 июля 2013 г., № 368/2013 — 19 марта 2014 г., № 318/2014)

### Бенин
Республика Бенин (послами по совместительству назначались послы в Нигерии)
- Скоропад, Олег Михайлович (31 августа 2005 г., № 1222/2005 — 10 июня 2009 г., № 425/2009)
- Александрук, Валерий Евгеньевич (12 мая 2016 г., № 206/2016 — 19 июля 2019 г., № 537/2019)

### Ботсвана
Республика Ботсвана (до 2024 г. послами по совместительству назначались послы в ЮАР)
- Скуратовский, Михаил Васильевич (13 декабря 2004 г., № 1470/2004 — 14 июня 2006 г., № 517/2006)
- Абравитова, Любовь Александровна (17 июня 2021 г., № 252/2021 — 19 августа 2024 г., № 507/2024)
- Сивак, Алексей Владимирович (с 19 августа 2024 г., № 508/2024)

### Габон
Габонская Республика (в 2016—2018 гг. послом по совместительству назначался посол в Сенегале)
- Мишустин, Сергей Васильевич (12 января 2007 г., № 9/2007 — 11 ноября 2011 г., № 1042/2011)
- Овчаров, Александр Евгеньевич (12 апреля 2016 г., № 136/2016 — 7 декабря 2018 г., № 418/2018)

### Гамбия
Республика Гамбия (послом по совместительству назначался посол в Нигерии)
- Бутяга, Владимир Иванович (21 сентября 2001 г., № 871/2001 — 4 августа 2003 г., № 798/2003)

### Гана
Республика Гана (послами по совместительству назначались послы в Нигерии)
- Скоропад, Олег Михайлович (6 мая 2006 г., № 345/2006 — 10 июня 2009 г., № 425/2009)
- Александрук, Валерий Евгеньевич (12 мая 2016 г., № 206/2016 — 19 июля 2019 г., № 537/2019)

### Гвинея
Гвинейская Республика (с 2022 г. послом по совместительству назначается посол в Сенегале)
- Пивоваров, Валерий Константинович (30 октября 1996 г., № 1014/96 — 13 июля 1998 г., № 765/98)
- Шевченко, Иван Денисович (4 декабря 1998 г., № 1330/98 — умер 15 февраля 2002 г.)
- Заяц, Андрей Иванович (18 декабря 2007 г., № 1232/2007 — 5 июля 2013 г., № 367/2013)
- Пивоваров, Юрий Анатольевич (с 4 мая 2022 г., № 302/2022)

### Гвинея-Бисау
Республика Гвинея-Бисау (послом по совместительству назначается посол в Сенегале)
- Пивоваров, Юрий Анатольевич (с 21 февраля 2023 г., № 84/2023)

### Египет
Арабская Республика Египет
- Нагайчук, Виктор Иванович (25 марта 1996 г., № 209/96 — 6 ноября 1997 г., № 1239/97)
- Кулеба, Иван Дмитриевич (6 ноября 1997 г., № 1240/97 — 14 августа 2000 г., № 977/2000)
- Веселовский, Андрей Иванович (18 января 2001 г., № 24/2001 — 5 августа 2005 г., № 1140/2005)
- Микитенко, Евгений Олегович (10 мая 2006 г., № 364/2006 — 4 июня 2010 г., № 670/2010; 11 апреля 2019 г., № 121/2019 — 6 октября 2021 г., № 513/2021)
- Кириленко, Евгений Григорьевич (19 октября 2011 г., № 999/2011 — 19 марта 2014 г., № 322/2014)
- Латий, Геннадий Георгиевич (13 января 2015 г., № 8/2015 — 27 февраля 2019 г., № 42/2019)
- Нагорный, Николай Викторович (с 9 марта 2022 г., № 121/2022)

### Замбия
Республика Замбия (послами по совместительству назначались послы в ЮАР)
- Турянский, Игорь Мефодьевич (15 августа 2002 г., № 715/2002 — 26 декабря 2003 г., № 1518/2003)
- Скуратовский, Михаил Васильевич (12 октября 2004 г., № 1217/2004 — 14 июня 2006 г., № 517/2006)
- Гребенюк, Валерий Николаевич (20 апреля 2010 г., № 565/2010 — 19 марта 2014 г., № 320/2014)

### Зимбабве
Республика Зимбабве (послами по совместительству назначались послы в ЮАР)
- Турянский, Игорь Мефодьевич (4 ноября 2002 г., № 977/2002 — 26 декабря 2003 г., № 1518/2003)
- Скуратовский, Михаил Васильевич (12 октября 2004 г., № 1217/2004 — 14 июня 2006 г., № 517/2006)
- Гребенюк, Валерий Николаевич (8 апреля 2011 г., № 415/2011 — 19 марта 2014 г., № 320/2014)

### Камерун
(послом по совместительству назначался посол в Нигерии)
- Кирдода, Валерий Николаевич (6 октября 2021 г., № 521/2021 — 14 мая 2022 г., № 335/2022)

### Кения
Республика Кения (послами по совместительству назначались — до 2003 г. посол в Египте, в 2006—2009 гг. посол в Эфиопии)
- Веселовский, Андрей Иванович (25 марта 2002 г., № 292/2002 — 20 октября 2003 г., № 1195/2003)
- Забигайло, Владимир Константинович (30 сентября 2003 г., № 1122/2003 — умер 23 марта 2005 г.)
- Демьяненко, Владислав Алексеевич (21 июня 2006 г., № 556/2006 — 2 апреля 2009 г., № 217/2009)
- Бутяга, Владимир Иванович (25 января 2010 г., № 61/2010 — 31 марта 2014 г., № 353/2014)
- Цымбалюк, Евгений Викторович (19 марта 2015 г., № 152/2015 — 19 июня 2018 г., № 172/2018)
- Праведник, Андрей Иванович (с 21 сентября 2018 г., № 292/2018)

### Коморские острова
Союз Коморских Островов (послом по совместительству назначался посол в Кении)
- Цымбалюк, Евгений Викторович (19 октября 2015 г., № 591/2015 — 19 июня 2018 г., № 172/2018)

### Конго
Демократическая Республика Конго (до 2011 г. послом по совместительству назначался посол в Габоне)
- Мишустин, Сергей Васильевич (1 сентября 2011 г., № 892/2011 — 11 ноября 2011 г., № 1042/2011)
- Гамянин, Василий Иванович (с 21 декабря 2024 г., № 878/2024)

### Кот-д’Ивуар
Республика Кот-д’Ивуар (послами по совместительству назначались — до 2013 г. посол в Гвинее, с 2016 г. послы в Сенегале)
- Заяц, Андрей Иванович (15 июля 2009 г., № 548/2009 — 5 июля 2013 г., № 367/2013)
- Овчаров, Александр Евгеньевич (12 апреля 2016 г., № 137/2016 — 7 декабря 2018 г., № 418/2018)
- Пивоваров, Юрий Анатольевич (с 4 мая 2022 г., № 301/2022)

### Либерия
Республика Либерия (послами по совместительству назначаются послы в Сенегале)
- Овчаров, Александр Евгеньевич (12 мая 2016 г., № 207/2016 — 7 декабря 2018 г., № 418/2018)
- Пивоваров, Юрий Анатольевич (с 4 мая 2022 г., № 300/2022)

### Ливия
Великая Социалистическая Народная Ливийская Арабская Джамахирия — Государство Ливия (с 2021 г. послом по совместительству назначается посол в Тунисе)
- Рыбак, Алексей Николаевич (21 октября 1999 г., № 1364/99 — 31 марта 2006 г., № 275/2006)
- Латий, Геннадий Георгиевич (22 мая 2006 г., № 426/2006 — 12 мая 2010 г., № 604/2010)
- Нагорный, Николай Викторович (16 июля 2010 г., № 774/2010 — 15 июня 2020 г., № 224/2020)
- Хоманец, Владимир Анатольевич (с 15 ноября 2021 г., № 573/2021)

### Мавритания
Исламская Республика Мавритания (послами по совместительству назначались — до 2004 г. посол в Марокко, в 2021—2022 гг. посол в Алжире)
- Малько, Юрий Феодосьевич (10 апреля 2002 г., № 326/2002 — 14 февраля 2004 г., № 191/2004)
- Субх, Максим Алиевич (17 июня 2021 г., № 256/2021 — 6 мая 2022 г., № 318/2022)

### Мадагаскар
Республика Мадагаскар (послом по совместительству назначался посол в ЮАР)
- Скуратовский, Михаил Васильевич (16 ноября 2004 г., № 1408/2004 — 14 июня 2006 г., № 517/2006)

### Мали
Республика Мали (послами по совместительству назначались — до 2002 г. посол в Гвинее, в 2004—2006 гг. посол в Ливии, в 2007—2014 гг. послы в Алжире)
- Шевченко, Иван Денисович (2 июня 2000 г., № 756/2000 — умер 15 февраля 2002 г.)
- Рыбак, Алексей Николаевич (24 декабря 2004 г., № 1526/2004 — 31 марта 2006 г., № 275/2006)
- Боровик, Сергей Николаевич (16 ноября 2007 г., № 1108/2007 — 15 августа 2009 г., № 614/2009)
- Кирдода, Валерий Николаевич (27 апреля 2011 г., № 506/2011 — 16 мая 2014 г., № 476/2014)

### Марокко
Королевство Марокко (до 2000 г. послом по совместительству назначался посол в Тунисе)
- Дяченко, Олег Маркович (26 января 1998 г., № 49/98 — 22 января 2000 г., № 87/2000)
- Малько, Юрий Феодосьевич (7 августа 2000 г., № 961/2000 — 14 февраля 2004 г., № 191/2004)
- Гудыма, Борис Николаевич (25 августа 2004 г., № 991/2004 — 9 июня 2006 г., № 495/2006)
- Йохна, Виталий Антонович (27 декабря 2006 г., № 1135/2006 — 16 сентября 2010 г., № 903/2010)
- Коваль, Ярослав Григорьевич (24 февраля 2011 г., № 242/2011 — 19 июля 2019 г., № 539/2019)
- Васильева, Оксана Юрьевна (14 апреля 2020 г., № 143/2020 — 31 марта 2022 г., № 191/2022)
- Саенко, Сергей Валерьевич (с 18 октября 2022 г., № 724/2022)

### Мозамбик
Республика Мозамбик (послами по совместительству назначались — до 2006 г. и в 2021—2025 гг. послы в ЮАР, в 2006—2007 гг. посол в Анголе)
- Гурьянов, Леонид Николаевич (5 октября 1998 г., № 1112/98 — 12 ноября 1999 г., № 1462/99)
- Турянский, Игорь Мефодьевич (15 мая 2002 г., № 464/2002 — 26 декабря 2003 г., № 1518/2003)
- Скуратовский, Михаил Васильевич (16 ноября 2004 г., № 1408/2004 — 2 июня 2006 г., № 467/2006)
- Лакомов, Владимир Иванович (6 мая 2006 г., № 346/2006 — 16 апреля 2007 г., № 303/2007)
- Абравитова, Любовь Александровна (17 июня 2021 г., № 253/2021 — 8 января 2025 г., № 18/2025)
- Троненко, Ростислав Владимирович (с 8 января 2025 г., № 19/2025)

### Намибия
Республика Намибия (послами по совместительству назначались послы в ЮАР)
- Турянский, Игорь Мефодьевич (1 июля 2002 г., № 591/2002 — 26 декабря 2003 г., № 1518/2003)
- Скуратовский, Михаил Васильевич (16 июня 2004 г., № 652/2004 — 14 июня 2006 г., № 517/2006)
- Гребенюк, Валерий Николаевич (27 августа 2009 г., № 683/2009 — 19 марта 2014 г., № 320/2014)

### Нигерия
Федеративная Республика Нигерия
- Бутяга, Владимир Иванович (2 июня 2001 г., № 403/2001 — 4 августа 2003 г., № 798/2003)
- Скоропад, Олег Михайлович (12 октября 2004 г., № 1219/2004 — 10 июня 2009 г., № 425/2009)
- Васильев, Валерий Владимирович (10 августа 2009 г., № 608/2009 — 16 мая 2014 г., № 475/2014)
- Александрук, Валерий Евгеньевич (19 марта 2015 г., № 154/2015 — 19 июля 2019 г., № 537/2019)
- Кирдода, Валерий Николаевич (22 сентября 2020 г., № 404/2020 — 14 мая 2022 г., № 335/2022)
- Холостенко, Иван Иванович (с 26 декабря 2022 г., № 889/2022)

### Руанда
Республика Руанда (до 2024 г. послами по совместительству назначались послы в Кении)
- Цымбалюк, Евгений Викторович (29 декабря 2015 г., № 728/2015 — 19 июня 2018 г., № 172/2018)
- Праведник, Андрей Иванович (6 октября 2021 г., № 516/2021 — 21 декабря 2024 г., № 863/2024)
- Яцюк, Вячеслав Викторович (с 21 декабря 2024 г., № 873/2024)

### Сенегал
Республика Сенегал (до 2013 г. послом по совместительству назначался посол в Гвинее)
- Заяц, Андрей Иванович (17 июня 2008 г., № 544/2008 — 5 июля 2013 г., № 367/2013)
- Овчаров, Александр Евгеньевич (10 декабря 2013 г., № 679/2013 — 7 декабря 2018 г., № 418/2018)
- Пивоваров, Юрий Анатольевич (с 28 апреля 2021 г., № 179/2021)

### Судан
Республика Судан (послами по совместительству назначаются послы в Египте)
- Веселовский, Андрей Иванович (30 апреля 2002 г., № 425/2002 — 5 августа 2005 г., № 1140/2005)
- Микитенко, Евгений Олегович (28 марта 2007 г., № 247/2007 — 4 июня 2010 г., № 670/2010)
- Нагорный, Николай Викторович (с 21 февраля 2023 г., № 83/2023)

### Сьерра-Леоне
Республика Сьерра-Леоне (послами по совместительству назначаются — до 2002 г. посол в Гвинее, с 2016 г. посол в Нигерии)
- Шевченко, Иван Денисович (27 декабря 2001 г., № 1267/2001 — умер 15 февраля 2002 г.)
- Александрук, Валерий Евгеньевич (11 октября 2016 г., № 441/2016 — 19 июля 2019 г., № 537/2019)

### Танзания
Объединённая Республика Танзания (послами по совместительству назначаются послы в Кении)
- Бутяга, Владимир Иванович (6 мая 2011 г., № 551/2011 — 31 марта 2014 г., № 353/2014)
- Цымбалюк, Евгений Викторович (18 июня 2016 г., № 265/2016 — 19 июня 2018 г., № 172/2018)
- Праведник, Андрей Иванович (с 30 июля 2021 г., № 338/2021)

### Тунис
Тунисская Республика (в 2002—2004 гг. и 2015—2020 гг. послами по совместительству назначались послы в Ливии)
- Дяченко, Олег Маркович (14 мая 1997 г., № 438/97 — 22 января 2000 г., № 87/2000)
- Рыбак, Алексей Николаевич (13 марта 2002 г., № 240/2002 — 19 января 2004 г., № 61/2004)
- Рылач, Валерий Александрович (13 сентября 2007 г., № 854/2007 — 5 июля 2013 г., № 366/2013)
- Нагорный, Николай Викторович (19 марта 2015 г., № 153/2015 — 15 июня 2020 г., № 224/2020)
- Хоманец, Владимир Анатольевич (с 22 сентября 2020 г., № 405/2020)

### Уганда
Республика Уганда (послом по совместительству назначался посол в Эфиопии)
- Демьяненко, Владислав Алексеевич (10 ноября 2006 г., № 950/2006 — 2 апреля 2009 г., № 217/2009)

### ЦАР
Центральноафриканская Республика (послом по совместительству назначался посол в Ливии)
- Рыбак, Алексей Николаевич (1 июля 2002 г., № 590/2002 — 31 марта 2006 г., № 275/2006)

### Чад
Республика Чад (послами по совместительству назначались послы в Ливии)
- Рыбак, Алексей Николаевич (10 апреля 2002 г., № 325/2002 — 31 марта 2006 г., № 275/2006)
- Нагорный, Николай Викторович (18 октября 2013 г., № 576/2013 — 15 июня 2020 г., № 224/2020)

### Эфиопия
Федеративная Демократическая Республика Эфиопия (до 2004 г. послом по совместительству назначался посол в Ливии)
- Рыбак, Алексей Николаевич (2 июня 2000 г., № 755/2000 — 19 января 2004 г., № 61/2004)
- Демьяненко, Владислав Алексеевич (1 марта 2005 г., № 405/2005 — 2 апреля 2009 г., № 217/2009)

### ЮАР
Южно-Африканская Республика
- Гурьянов, Леонид Николаевич (2 ноября 1995 г., № 1008/95 — 12 ноября 1999 г., № 1462/99)
- Турянский, Игорь Мефодьевич (20 декабря 2000 г., № 1361/2000 — 26 декабря 2003 г., № 1518/2003)
- Скуратовский, Михаил Васильевич (26 декабря 2003 г., № 1521/2003 — 14 июня 2006 г., № 517/2006)
- Гребенюк, Валерий Николаевич (17 марта 2008 г., № 221/2008 — 19 марта 2014 г., № 320/2014)
- Буркат, Евгений Валерьевич (20 августа 2014 г., № 658/2014 — 13 июня 2017 г., № 159/2017)
- Кузьмич, Тарас Александрович (2 декабря 2018 г., № 406/2018 — 19 июля 2019 г., № 538/2019)
- Абравитова, Любовь Александровна (с 14 апреля 2020 г., № 144/2020)

### Южный Судан
Республика Южный Судан (послом по совместительству назначался посол в Кении)
- Бутяга, Владимир Иванович (18 октября 2013 г., № 574/2013 — 31 марта 2014 г., № 353/2014)

## Австралия и Океания

### Австралия
Австралия
- Мищенко, Александр Павлович (2 августа 2004 г., № 858/2004 — 22 августа 2005 г., № 1183/2005)
- Адомайтис, Валентин Владимирович (7 марта 2007 г., № 186/2007 — 30 мая 2011 г., № 621/2011)
- Кулинич, Николай Андреевич (24 сентября 2015 г., № 554/2015 — 6 октября 2021 г., № 523/2021)
- Мирошниченко, Василий Владимирович (с 9 марта 2022 г., № 120/2022)

### Новая Зеландия
Новая Зеландия (послами по совместительству назначаются — до 2011 г. и с 2022 г. послы в Австралии, в 2018—2020 гг. посол в Сингапуре)
- Адомайтис, Валентин Владимирович (28 июля 2007 г., № 669/2007 — 30 мая 2011 г., № 621/2011)
- Сеник, Дмитрий Юрьевич (1 ноября 2018 г., № 352/2018 — 22 июня 2020 г., № 244/2020)
- Мирошниченко, Василий Владимирович (с 24 июня 2022 г., № 445/2022)

## Международные организации

### ООН
Постоянные представители Украины при Организации Объединённых Наций
- Удовенко, Геннадий Иосифович (1985 г. — 2 марта 1992 г., № 119)
- Батюк, Виктор Гаврилович (2 марта 1992 г., № 120—1993 г.)
- Зленко, Анатолий Максимович (28 сентября 1994 г., № 550/94 — 19 сентября 1997 г., № 1046/97)
- Ельченко, Владимир Юрьевич (18 октября 1997 г., № 1169/97 — 2000 г.; 9 декабря 2015 г., № 690/2015 — 18 декабря 2019 г., № 910/2019)
- Кучинский, Валерий Павлович (2 августа 2001 г., № 586/2001 — 29 мая 2006 г., № 447/2006)
- Сергеев, Юрий Анатольевич (18 апреля 2007 г., № 317/2007 — 9 декабря 2015 г., № 688/2015)
- Кислица, Сергей Олегович (18 декабря 2019 г., № 916/2019 — 21 декабря 2024 г., № 870/2024)
- Мельник, Андрей Ярославович (с 7 апреля 2025 г., № 215/2025)

### Отделение ООН и другие международные организации в Женеве
Постоянные представители Украины при Отделении ООН и других международных организациях в Женеве (в 1993—1996 гг. представителем по совместительству назначался посол в Швейцарии)
- Озадовский, Андрей Андреевич (1984 г. — 27 января 1993 г., № 27/93)
- Слипченко, Александр Сергеевич (27 января 1993 г., № 27/93 — 5 мая 1996 г., № 309/96)
- Маймескул, Николай Иванович (1 июля 1996 г., № 491/96 — 17 октября 2000 г., № 1141/2000; 21 ноября 2007 г., № 1129/2007 — 11 октября 2013 г., № 559/2013)
- Скуратовский, Михаил Васильевич (29 ноября 2000 г., № 1266/2000 — 26 декабря 2003 г., № 1520/2003)
- Белашов, Владимир Евгеньевич (26 декабря 2003 г., № 1517/2003 — 5 августа 2005 г., № 1146/2005)
- Бершеда, Евгений Романович (28 октября 2005 г., № 1515/2005 — 21 ноября 2007 г., № 1128/2007)
- Клименко, Юрий Аркадьевич (11 октября 2013 г., № 560/2013 — 6 апреля 2021 г., № 146/2021)
- Филипенко, Евгения Ильинична (6 апреля 2021 г., № 148/2021 — 21 декабря 2024 г., № 869/2024)
- Цымбалюк, Евгений Викторович (с 21 декабря 2024 г., № 879/2024)

### Международные организации в Вене
Постоянные представители Украины при международных организациях в Вене (в 1992—2006 гг. представителями по совместительству назначались послы в Австрии)
- Костенко, Юрий Васильевич (1988 г. — 28 декабря 1994 г., № 815/94)
- Макаревич, Николай Петрович (20 декабря 1994 г., № 781/94 — 23 июля 1999 г., № 924/99)
- Огрызко, Владимир Станиславович (31 июля 1999 г., № 929/99 — 30 июня 2004 г., № 723/2004)
- Ельченко, Владимир Юрьевич (20 апреля 2005 г., № 699/2005 — 29 июня 2010 г., № 731/2010)
- Прокопчук, Игорь Васильевич (29 июня 2010 г., № 733/2010 — 29 апреля 2019 г., № 174/2019)
- Цымбалюк, Евгений Викторович (29 апреля 2019 г., № 175/2019 — 27 октября 2023 г., № 711/2023)[8]
- Витренко, Юрий Владимирович (с 26 декабря 2024 г., № 881/2024)

### ЮНЕСКО
Постоянные Представители Украины при ЮНЕСКО (с 1992 г. представителями по совместительству назначаются послы во Франции)
- Слипченко, Александр Сергеевич (1991—1992 гг.)
- Кочубей, Юрий Николаевич (18 сентября 1992 г., № 474/92 — 15 августа 1997 г., № 817/97)
- Зленко, Анатолий Максимович (19 сентября 1997 г., № 1047/97 — 17 октября 2000 г., № 1133/2000)
- Сергеев, Юрий Анатольевич (3 марта 2003 г., № 181/2003 — 18 апреля 2007 г., № 316/2007)
- Тимошенко, Константин Владимирович (18 апреля 2007 г., № 318/2007 — 12 мая 2010 г., № 610/2010)
- Купчишин, Александр Михайлович (6 июля 2010 г., № 756/2010 — 16 мая 2014 г., № 473/2014)
- Шамшур, Олег Владиславович (29 ноября 2014 г., № 899/2014 — 11 июня 2020 г., № 218/2020)
- Омельченко, Вадим Владимирович (с 23 ноября 2020 г., № 507/2020)

### Дунайская Комиссия
Представители Украины в Дунайской Комиссии (представителями по совместительству назначаются — до 1995 г. начальник Украинского межотраслевого государственного объединения речного флота «Укрречфлот», с 1995 г. послы в Венгрии)
- Славов, Николай Антонович (8 мая 1991 г., № 108[9] — 3 октября 1995 г., № 897/95)
- Ткач, Дмитрий Иванович (3 октября 1995 г., № 898/95 — 26 января 1998 г., № 47/98; 3 апреля 2006 г., № 280/2006 — 6 июля 2010 г., № 754/2010)
- Климпуш, Орест Дмитриевич (26 января 1998 г., № 47/98 — 28 ноября 2003 г., № 1374/2003)
- Мушка, Юрий Юрьевич (28 ноября 2003 г., № 1374/2003 — 3 апреля 2006 г., № 280/2006; 29 июня 2010 г., № 739/2010 — 31 марта 2014 г., № 358/2014)
- Непоп, Любовь Васильевна (5 октября 2016 г., № 433/2016 — 7 февраля 2025 г., № 75/2025)
- Шандор, Фёдор Фёдорович (с 7 февраля 2025 г., № 76/2025)

### Европейский Союз
Представители Украины при Европейских Сообществах (Европейском Союзе) — Представители Украины при Европейском Союзе и Европейском Сообществе по атомной энергии (в 2016—2021 гг. представителем по совместительству посол в Бельгии)
- Гудыма, Борис Николаевич (10 декабря 1997 г., № 1348/97 — 21 марта 2000 г., № 470/2000)
- Шпек, Роман Васильевич (5 мая 2000 г., № 648/2000 — 11 декабря 2007 г., № 1202/2007)
- Веселовский, Андрей Иванович (17 марта 2008 г., № 230/2008 — 12 мая 2010 г., № 605/2010)
- Елисеев, Константин Петрович (с 29 июня 2010 г., № 741/2010 — 15 июля 2015 г., № 424/2015)
- Точицкий, Николай Станиславович (4 февраля 2016 г., № 36/2016 — 6 апреля 2021 г., № 143/2021)
- Ченцов, Всеволод Валерьевич (с 25 августа 2021 г., № 445/2021)

### НАТО
Главы Миссии Украины при НАТО (до 2005 г. и в 2010—2015 гг. главами миссии по совместительству назначались послы в Бельгии)
- Тарасюк, Борис Иванович (13 сентября 1997 г., № 1012/97 — 17 апреля 1998 г., № 315/98)
- Грищенко, Константин Иванович (10 августа 1998 г., № 869/98 — 28 января 2000 г., № 106/2000)
- Хандогий, Владимир Дмитриевич (24 апреля 2000 г., № 610/2000 — 5 августа 2005 г., № 1147/2005)
- Морозов, Константин Петрович (4 ноября 2005 г., № 1545/2005 — 15 октября 2007 г., № 973/2007)
- Сагач, Игорь Михайлович (15 января 2008 г., № 19/2008 — 12 мая 2010 г., № 606/2010)
- Долгов, Игорь Алексеевич (22 июля 2010 г., № 778/2010 — 29 мая 2015 г., № 302/2015)
- Пристайко, Вадим Владимирович (7 июля 2017 г., № 179/2017 — 29 августа 2019 г., № 634/2019)
- Галибаренко, Наталья Николаевна (с 30 июля 2021 г., № 334/2021)

### СНГ
Постоянные полномочные представители Украины при координационных институтах Содружества Независимых Государств
- Усатый, Юрий Борисович (22 ноября 1993 г., № 548/93 — 10 января 2000 г., № 9/2000)
- Данильченко, Александр Петрович (21 марта 2000 г., № 472/2000 — 28 ноября 2003 г., № 1372/2003)
- Гордына, Виталий Николаевич[укр.] (28 ноября 2003 г., № 1373/2003 — 28 июля 2008 г., № 680/2008)
- Сочнев, Владимир Викторович (28 июля 2008 г., № 681/2008 — 11 октября 2010 г., № 945/2010)
- Бунечко, Иван Григорьевич (28 декабря 2010 г., № 1296/2010 — 31 марта 2014 г., № 355/2014)

Полномочные представители Украины в Комиссии по экономическим вопросам при Экономическом совете Содружества Независимых Государств
- Мельник, Владимир Степанович (до 19 октября 2000 г., № 1151/2000)
- Искра, Анатолий Иванович (19 октября 2000 г., № 1152/2000 — 18 марта 2003 г., № 229/2003)
- Ситарчук, Владимир Павлович (24 февраля 2004 г., № 217/2004 — 27 ноября 2008 г., № 1099/2008)
- Герасимов, Евгений Александрович (27 ноября 2008 г., № 1100/2008 — 30 августа 2012 г., № 522/2012)
- Ратников, Дмитрий Геннадьевич (13 марта 2013 г., № 130/2013 — 19 октября 2015 г., № 588/2015)

### Международная организация гражданской авиации
Представители Украины при Международной организации гражданской авиации (ИКАО) (представителями по совместительству назначаются послы в Канаде)
- Фуркал, Владимир Васильевич (19 июля 1996 г., № 583/96 — 15 октября 1998 г., № 1141/98)
- Хандогий, Владимир Дмитриевич (22 октября 1998 г., № 1175/98 — 11 декабря 1999 г., № 1546/99)
- Щербак, Юрий Николаевич (9 марта 2000 г., № 410/2000 — 7 апреля 2003 г., № 310/2003)
- Маймескул, Николай Иванович (20 марта 2004 г., № 348/2004 — 3 марта 2006 г., № 198/2006)
- Осташ, Игорь Иванович (24 октября 2006 г., № 897/2006 — 16 июня 2011 г., № 669/2011)
- Пристайко, Вадим Владимирович (28 декабря 2012 г., № 764/2012 — 29 октября 2014 г., № 833/2014)
- Шевченко, Андрей Витальевич (8 сентября 2017 г., № 267/2017 — 25 августа 2021 г., № 444/2021)
- Ковалив, Юлия Игоревна (с 16 ноября 2022 г., № 775/2022)

### Совет Европы
Постоянные представители Украины при Совете Европы
- Купчишин, Александр Михайлович (19 января 1998 г., № 31/98 — 1 февраля 2001 г., № 66/2001)
- Чалый, Александр Александрович (8 января 2001 г., № 3/2001 — 7 декабря 2001 г., № 1198/2001)
- Станик, Сюзанна Романовна (7 декабря 2001 г., № 1196/2001 — 12 сентября 2003 г., № 1018/2003)
- Шевчук, Анатолий Анатольевич (26 ноября 2003 г., № 1344/2003 — 30 декабря 2005 г., № 1880/2005)
- Перелыгин, Евгений Юрьевич (23 января 2006 г., № 57/2006 — 8 февраля 2010 г., № 117/2010)
- Точицкий, Николай Станиславович (8 февраля 2010 г., № 118/2010 — 4 февраля 2016 г., № 34/2016)
- Кулеба, Дмитрий Иванович (9 апреля 2016 г., № 134/2016 — 4 сентября 2019 г., № 650/2019)
- Тарасюк, Борис Иванович (с 24 декабря 2019 г., № 943/2019)

### Международная морская организация
Постоянные представители Украины при Международной морской организации (ИМО) (представителями по совместительству назначались послы в Великобритании)
- Василенко, Владимир Андреевич (29 июня 1998 г., № 712/98 — 10 апреля 2002 г., № 327/2002)
- Митюков, Игорь Александрович (26 марта 2003 г., № 278/2003 — 31 августа 2005 г., № 1221/2005)
- Харченко, Игорь Юрьевич (19 апреля 2006 г., № 315/2006 — 29 июня 2010 г., № 737/2010)
- Хандогий, Владимир Дмитриевич (25 августа 2010 г., № 866/2010 — 16 мая 2014 г., № 474/2014)
- Галибаренко, Наталья Николаевна (25 сентября 2015 г., № 560/2015 — 20 июля 2020 г., № 286/2020)
- Пристайко, Вадим Владимирович (30 декабря 2020 г., № 611/2020 — 21 июля 2023 г., № 442/2023)

### Организация по запрещению химического оружия
Постоянные представители Украины при Организации по запрещению химического оружия (представителями по совместительству назначаются — до 2002 г. послы в Бельгии, с 2002 г. послы в Нидерландах)
- Грищенко, Константин Иванович (25 января 1999 г., № 47/99 — 28 января 2000 г., № 106/2000)
- Хандогий, Владимир Дмитриевич (6 июля 2000 г., № 855/2000 — 30 августа 2002 г., № 787/2002)
- Марков, Дмитрий Ефимович (30 августа 2002 г., № 788/2002 — 3 ноября 2005 г., № 1540/2005)
- Купчишин, Александр Михайлович (28 ноября 2005 г., № 1657/2005 — 15 февраля 2008 г., № 128/2008)
- Корзаченко, Василий Григорьевич (17 сентября 2008 г., № 839/2008 — 29 июня 2010 г., № 736/2010)
- Горин, Александр Олегович (12 мая 2011 г., № 575/2011 — 17 марта 2017 г., № 71/2017)
- Ченцов, Всеволод Валерьевич (8 августа 2017 г., № 215/2017 — 6 апреля 2021 г., № 142/2021)
- Кононенко, Максим Алексеевич (3 марта 2022 г., № 97/2022 — 27 сентября 2022 г., № 669/2022)
- Карасевич, Александр Александрович (21 июня 2024 г., № 369/2024 — 29 ноября 2024 г., № 793/2024)
- Костин, Андрей Евгеньевич (с 7 апреля 2025 г., № 213/2025)

### Организация Черноморского Экономического Сотрудничества
Представители Украины при Организации Черноморского Экономического Сотрудничества (представителями по совместительству назначались — до 2004 г. посол в Турции, с 2004 г. генеральные консулы Украины в Стамбуле)
- Моцик, Александр Фёдорович (2 сентября 1999 г., № 1112/99 — 5 марта 2004 г., № 287/2004)
- Кириченко, Николай Николаевич (5 марта 2004 г., № 288/2004 — 31 января 2006 г., № 82/2006)
- Пузырко, Владимир Михайлович (7 марта 2006 г., № 205/2006 — 27 апреля 2010 г., № 575/2010)
- Яременко, Богдан Васильевич (2 июня 2010 г., № 661/2010 — 27 декабря 2013 г., № 711/2013)
- Боднар, Василий Миронович (11 марта 2016 г., № 89/2016 — 27 июля 2017 г., № 201/2017)
- Гаман, Александр Витальевич (27 июля 2017 г., № 202/2017 — 13 декабря 2021 г., № 642/2022)
- Недильский, Роман Богданович (с 8 февраля 2022 г., № 46/2022)

### Всемирная туристская организация
Постоянные представители Украины при Всемирной туристской организации (ВТО) (представителями по совместительству назначаются послы в Испании)
- Тараненко, Александр Сергеевич (5 апреля 2000 г., № 560/2000 — 12 января 2004 г., № 29/2004)
- Щерба, Анатолий Анатольевич (10 ноября 2006 г., № 951/2006 — 23 февраля 2012 г., № 143/2012)
- Погорельцев, Сергей Алексеевич (25 сентября 2013 г., № 528/2013 — 19 октября 2015 г., № 589/2015; с 12 марта 2021 г., № 95/2021)

### Продовольственная и сельскохозяйственная организация ООН (ФАО)
Постоянные представители Украины при Продовольственной и сельскохозяйственной организации (ФАО) Организации Объединённых Наций (представителями по совместительству назначаются послы в Италии)
- Гудыма, Борис Николаевич (19 января 2004 г., № 62/2004 — 19 апреля 2004 г., № 440/2004)
- Орёл, Анатолий Константинович (1 июля 2004 г., № 725/2004 — 15 февраля 2005 г., № 269/2005)
- Чернявский, Георгий Владимирович (22 декабря 2005 г., № 1817/2005 — 28 декабря 2012 г., № 757/2012)
- Перелыгин, Евгений Юрьевич (23 апреля 2013 г., № 228/2013 — 15 июля 2020 г., № 275/2020)
- Мельник, Ярослав Владимирович (с 29 января 2021 г., № 33/2021)

### ЮНЕП
Постоянные представители Украины при Программе Организации Объединённых Наций по окружающей среде (ЮНЕП) (представителями по совместительству назначаются послы в Кении)
- Забигайло, Владимир Константинович (24 февраля 2004 г., № 218/2004 — умер 23 марта 2005 г.)
- Бутяга, Владимир Иванович (27 апреля 2011 г., № 508/2011 — 31 марта 2014 г., № 353/2014)
- Цымбалюк, Евгений Викторович (19 октября 2015 г., № 592/2015 — 19 июня 2018 г., № 172/2018)
- Праведник, Андрей Иванович (с 4 марта 2019 г., № 51/2019)

### Хабитат
Постоянные представители Украины при Программе Организации Объединённых Наций по населенным пунктам (ООН-Хабитат) (представителями по совместительству назначаются послы в Кении)
- Забигайло, Владимир Константинович (24 февраля 2004 г., № 218/2004 — умер 23 марта 2005 г.)
- Бутяга, Владимир Иванович (27 апреля 2011 г., № 508/2011 — 31 марта 2014 г., № 353/2014)
- Цымбалюк, Евгений Викторович (19 октября 2015 г., № 592/2015 — 19 июня 2018 г., № 172/2018)
- Праведник, Андрей Иванович (с 4 марта 2019 г., № 51/2019)

### Конференция по разоружению в Женеве
Постоянный представитель Украины при Конференции по разоружению в Женеве
- Бершеда, Евгений Романович (28 ноября 2007 г., № 1154/2007 — 1 октября 2008 г., № 891/2008)

### АСЕАН
Представитель Украины при Ассоциации государств Юго-Восточной Азии (представителями по совместительству назначались послы в Индонезии)
- Пахиль, Владимир Александрович (20 мая 2013 г., № 296/2013 — 15 июня 2020 г., № 223/2020)
- Гамянин, Василий Иванович (10 ноября 2022 г., № 765/2022 — 21 декабря 2024 г., № 867/2024)

### Международное агентство по возобновляемым источникам энергии
Постоянный представитель Украины при Международном агентстве по возобновляемым источникам энергии (IRENA) (представителями по совместительству назначаются послы в ОАЭ)
- Полурез, Юрий Владимирович (10 октября 2018 г., № 309/2018 — 6 апреля 2021 г., № 141/2021)
- Сеник, Дмитрий Юрьевич (с 23 сентября 2022 г., № 664/2022)